# Mercurio (elemento)
El mercurio es un elemento químico con el símbolo Hg y número atómico 80. En la literatura antigua era designado comúnmente como plata líquida y también como azogue  o hidrargirio. Elemento de aspecto plateado, metal pesado perteneciente al bloque D de la tabla periódica, el mercurio es el único elemento metálico líquido en condiciones estándar de laboratorio; el único otro elemento que es líquido bajo estas condiciones es el bromo (un no metal del grupo de los halógenos), aunque otros metales como el cesio, el galio, y el rubidio se funden a temperaturas ligeramente superiores.
El mercurio aparece en depósitos en todo el mundo, principalmente como cinabrio (sulfuro de mercurio). El pigmento rojo denominado bermellón se obtiene triturando cinabrio natural o sulfuro de mercurio obtenido por síntesis.
El mercurio se usa en termómetros, barómetros, manómetros, esfigmomanómetros, algunos tipos de válvulas como las bombas de vacío, los interruptores de mercurio, las lámparas fluorescentes y otros dispositivos, a pesar de que la preocupación sobre la toxicidad del elemento ha llevado a los termómetros y tensiómetros de mercurio a ser eliminados en gran medida en entornos clínicos en favor de otras alternativas, como los termómetros de vidrio que utilizan alcohol o galinstano, los termistores o los instrumentos electrónicos basados en la medición de la radiación infrarroja. Del mismo modo, los manómetros mecánicos y sensores calibradores de tensión electrónicos han sustituido a los esfigmomanómetros de mercurio. El mercurio se mantiene en uso en aplicaciones de investigación científica y en amalgamas odontológicas, todavía utilizadas en algunos países. También se utiliza en las luces fluorescentes, en las que la electricidad que atraviesa una lámpara que contiene vapor de mercurio a baja presión produce radiación ultravioleta de onda corta, que a su vez provoca la fluorescencia del fósforo que recubre el tubo, produciendo luz visible.
El envenenamiento por mercurio puede resultar de la exposición a las formas solubles en agua del mercurio (como el cloruro mercúrico o el metilmercurio), por la inhalación de vapor de mercurio, o por la ingestión de cualquiera de sus formas.

## Características generales

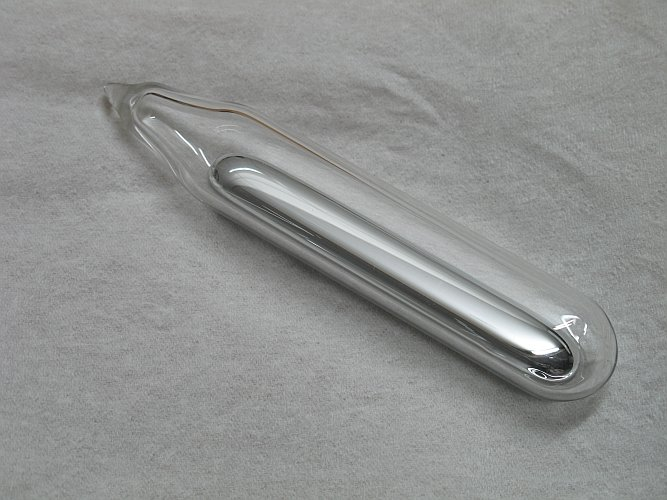
Una ampolla de vidrio con una muestra de mercurio líquido.

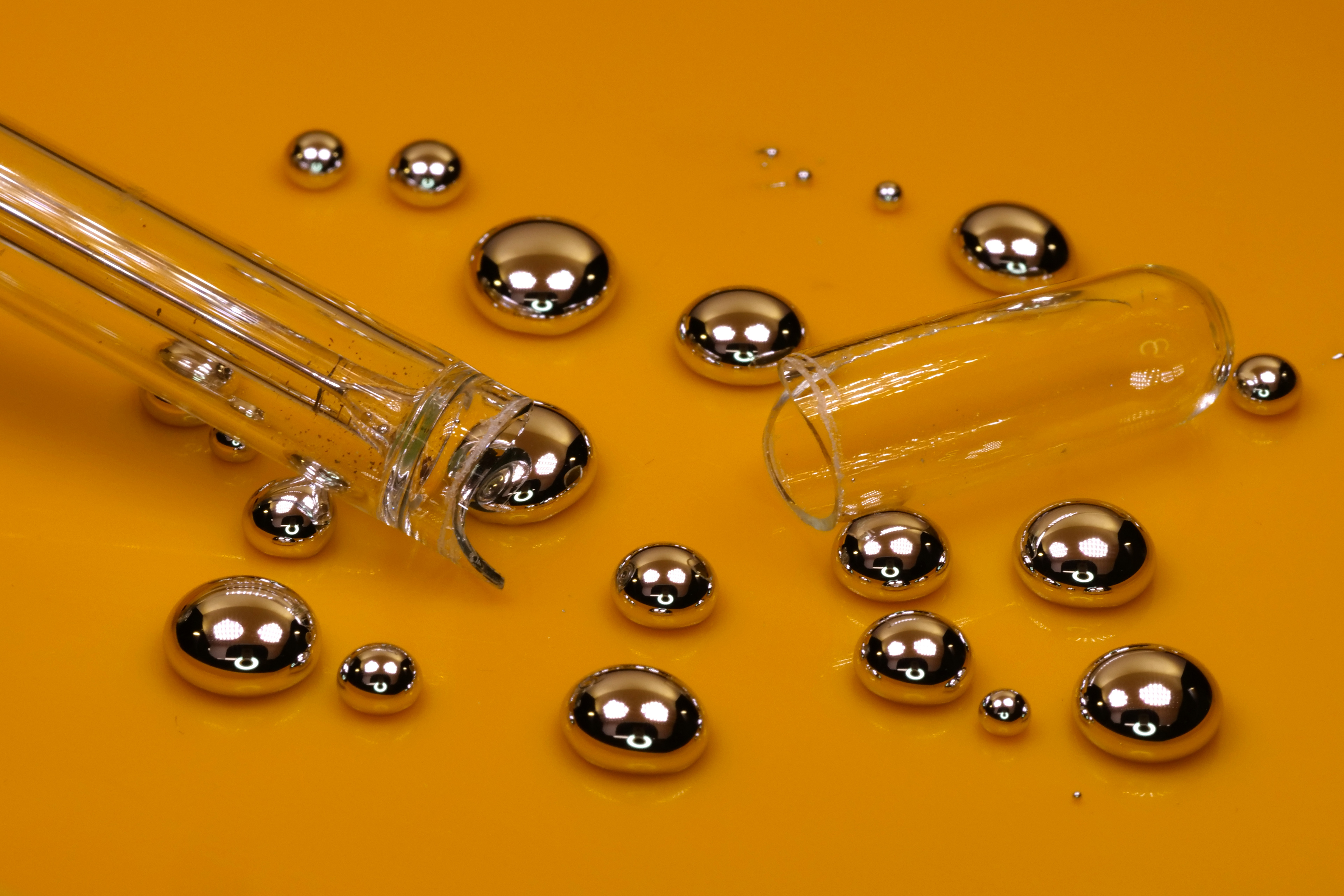
Gotas de mercurio esparcidas sobre una superficie.

El mercurio es un metal pesado plateado que a temperatura ambiente es un líquido inodoro. No es buen conductor del calor comparado con otros metales, aunque es buen conductor de la electricidad. Se alea fácilmente con muchos otros metales como el oro o la plata produciendo amalgamas, pero no con el hierro. Es insoluble en agua y soluble en ácido nítrico. Cuando aumenta su temperatura -por encima de los 40 °C-, produce vapores tóxicos y corrosivos, más pesados que el aire por lo que se evapora creando miles de partículas en el vapor que al enfriarse se depositan de nuevo. Es dañino por inhalación, ingestión y contacto: se trata de un producto muy irritante para la piel, ojos y vías respiratorias. Es incompatible con el ácido nítrico concentrado, el acetileno, el amoníaco, el cloro y los metales.
El mercurio es un elemento anómalo en varias de sus propiedades. Es un metal noble, ya que su potencial rédox Hg2+/Hg es positivo (+0,85 V), frente al negativo del cadmio Cd (-0,40 V), su vecino inmediato de grupo. Es un metal singular con algo de parecido al cadmio, pero más semejante al oro y al talio. Es el único metal de transición con una densidad tan elevada, 13,53 g/cm³; una columna de 76 cm define una atmósfera (experimento de Torricelli), mientras que con agua se necesita una columna de 10 m de altura. Su estado líquido en condiciones estándar indica que su enlace metálico es débil y se justifica por la poca participación de los electrones 6s² a la deslocalización electrónica en el sistema metálico (efectos relativistas).
Tiene la primera energía de ionización más alta de todos los metales (10,4375 eV) por la misma razón anterior. Además el Hg2+ tiene muy baja entalpía de hidratación comparada con la del zinc Zn2+ y la del cadmio Cd2+, con preferencia por la coordinación dos en los complejos de Hg (II), como el oro Au (I) isoelectrónico. Esto trae como consecuencia que los potenciales rédox de aquellos sean negativos y el del mercurio sea noble (positivo).
La poca reactividad del mercurio en procesos oxidativos se justifica por los efectos relativistas sobre los electrones 6s² muy contraídos hacia el núcleo y por la fortaleza de su estructura electrónica de pseudogas noble.
También es el único elemento del grupo que presenta el estado +1, en forma de especie dinuclear Hg22+, aunque la tendencia general a estabilizar los estados de oxidación bajos sea la contraria en los grupos de transición: formación de compuestos de Hg (I) con racimos de pares Hg-Hg. Esta rica covalencia también se puede apreciar en compuestos de Hg (II), donde se aprecia que muchos de estos compuestos de Hg (II) son volátiles como el HgCl2, sólido molecular con entidades Cl-Hg-Cl en sólido, vapor e incluso en disolución acuosa. También es destacable la resistencia de amidas, imidas y organometálicos de mercurio a la hidrólisis y al oxígeno del ambiente, lo que indica la gran fortaleza del enlace con el carbono Hg-C. También el azufre S y el fósforo P son átomos dadores adecuados: ligandos blandos efectivos para ácidos blandos como el Hg en estados de oxidación cero, I y II.
El estado de oxidación más alto del mercurio es el II debido a su configuración electrónica externa d10s², y a que la suma de sus tres primeras energías de ionización es demasiado alta para que en condiciones estándar se generen estados de oxidación III o superiores. Sin embargo, en 2007 se ha descubierto que a bajísimas temperaturas, del orden de -260 °C (esto es, la temperatura media del espacio), existe en estado de oxidación IV, pudiendo asociarse con cuatro átomos de flúor y obteniéndose de tal modo ese grado de oxidación adicional. A esta forma se la denomina tetrafluoruro de mercurio (HgF4); la estructura es plano-cuadrada, la de mayor estabilidad para una especie d8 procedente de un metal ''5d''. Este comportamiento es esperable, dado que el mercurio tiene mayor expansión relativista de sus orbitales 5d con relación a sus homólogos del grupo 12, con lo que frente al flúor, el elemento más oxidante de la tabla periódica, puede en condiciones extremas generar enlaces covalentes. La posibilidad de sintetizar este fluoruro de mercurio, HgF4, fue predicha teóricamente en 1994 de acuerdo a modelos antes indicados. Por la misma razón se puede considerar la posibilidad del estado de oxidación III para este metal, y efectivamente se ha aislado una especie compleja, en un medio especial y por oxidación electroquímica, donde aparece el catión complejo,[Hg cyclam]3+; el cyclam es un ligando quelato que estabiliza al mercurio en este estado de oxidación raro (1,4,8,11-Tetraazaciclotetradecane= cyclam). Con todo esto, se debe concluir que el mercurio debe ser reconsiderado para ser incluido como un metal de transición, ya que genera especies con orbitales d internos que están vacíos, por lo que se tiene una energía favorable de estabilización por el campo de los ligandos (EECL).

## Propiedades

### Propiedades físicas

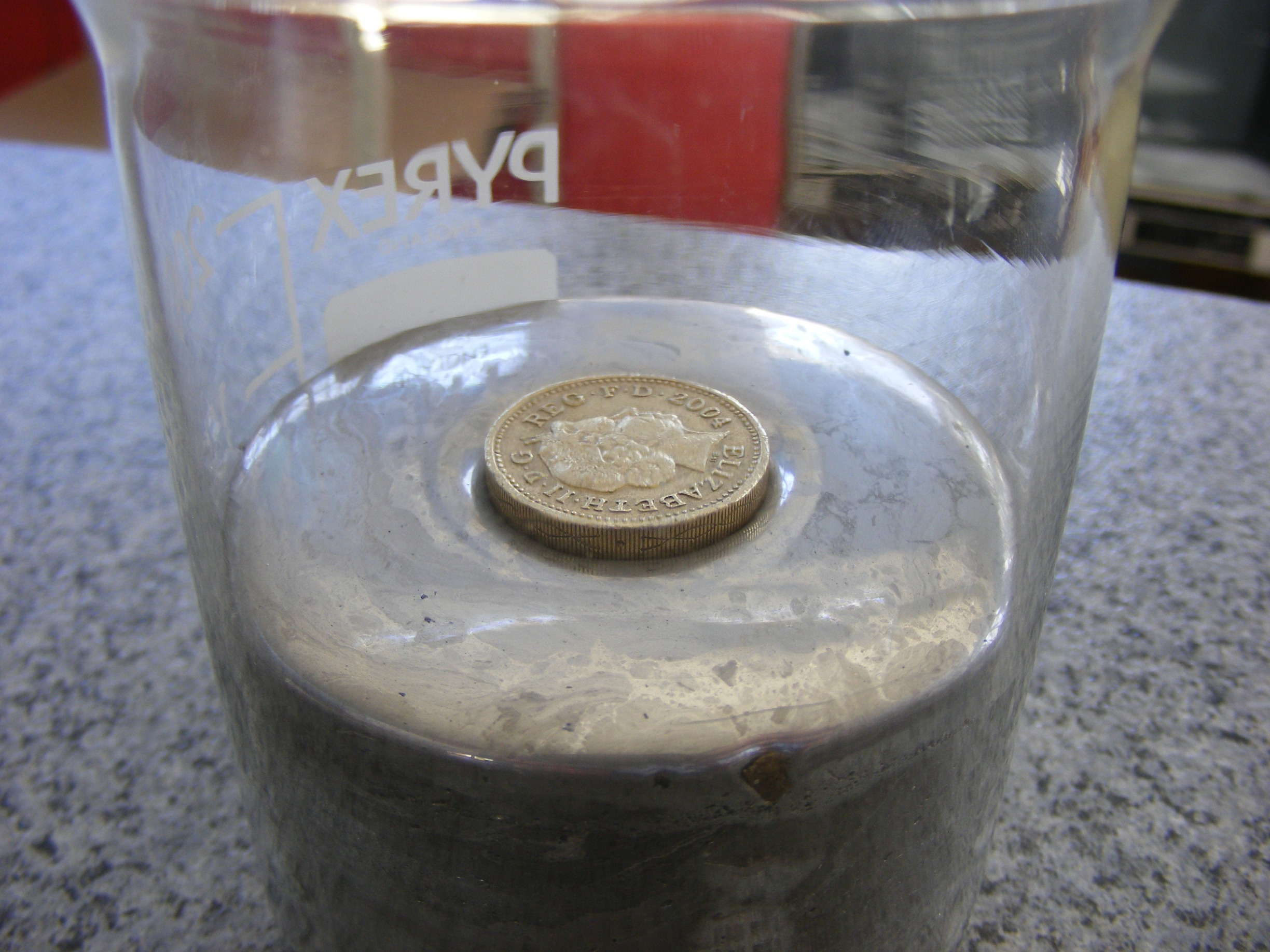
Una moneda de una libra (densidad de ~7.6 g/cm³) flota en mercurio gracias a la combinación de la fuerza de flotación y de la tensión superficial.

El mercurio es un metal blanco plateado y pesado. En comparación con otros metales, es un mal conductor del calor, pero un buen conductor de la electricidad. Presenta un punto de solidificación de -38,83 °C y un punto de ebullición de 356,73 °C, ambos excepcionalmente bajos para un metal. Además, el punto de ebullición del mercurio de 629,88 Kelvin (356,7 °C) es el más bajo de cualquier metal. Una explicación completa de este hecho se adentra profundamente en el reino de la física cuántica, pero se puede resumir de la siguiente manera: el mercurio tiene una configuración electrónica única, en la que los electrones recubren todos los niveles disponibles 1s, 2s, 2p, 3s, 3p, 3d, 4s, 4p, 4d, 4f, 5s, 5p, 5d y 6s. Debido a que esta configuración resiste considerablemente a la liberación de un electrón, el mercurio se comporta de manera similar a los gases nobles, que forman enlaces débiles y por lo tanto se funden a bajas temperaturas. Tras la congelación, el volumen del mercurio disminuye en un 3,59% y su densidad cambia de 13,69 g/cm³ en estado líquido a 14,184 g/cm³ cuando se solidifica. El coeficiente de expansión volumétrico es de 181,59x10−6 a 0 °C, 181,71x10−6 a 20 °C y de 182,50x10−6 a 100 °C (por cada °C).
La estabilidad del orbital 6s es debida a la presencia del nivel 4f repleto. La capa f apantalla débilmente la carga nuclear efectiva, lo que aumenta la atracción debida a la fuerza de Coulomb entre el nivel 6s y el núcleo (ver contracción lantánida). La ausencia de un nivel interior f repleto es la razón de la temperatura de fusión algo más alta del cadmio y del zinc, aunque estos dos metales también funden fácilmente y, además, presentan puntos de ebullición inusualmente bajos.
Por otro lado, el oro, que ocupa un espacio a la izquierda del mercurio en la tabla periódica, tiene átomos con un electrón menos en la capa 6s que el mercurio. Esos electrones se liberan con mayor facilidad y son compartidos entre los átomos de oro, que forman un relativamente fuerte enlace metálico.

### Propiedades químicas
El mercurio no reacciona con la mayoría de los ácidos, tales como el ácido sulfúrico diluido, aunque los ácidos oxidantes como el ácido sulfúrico concentrado y el ácido nítrico o el agua regia lo disuelven para dar sulfato, nitrato, y cloruro. Como la plata, el mercurio reacciona con el ácido sulfhídrico atmosférico. Asimismo, reacciona con copos de azufre sólido, que se utilizan en los equipos para absorber el mercurio en caso de derrame (también se utilizan con este mismo propósito carbón activado y zinc en polvo).

#### Amalgamas

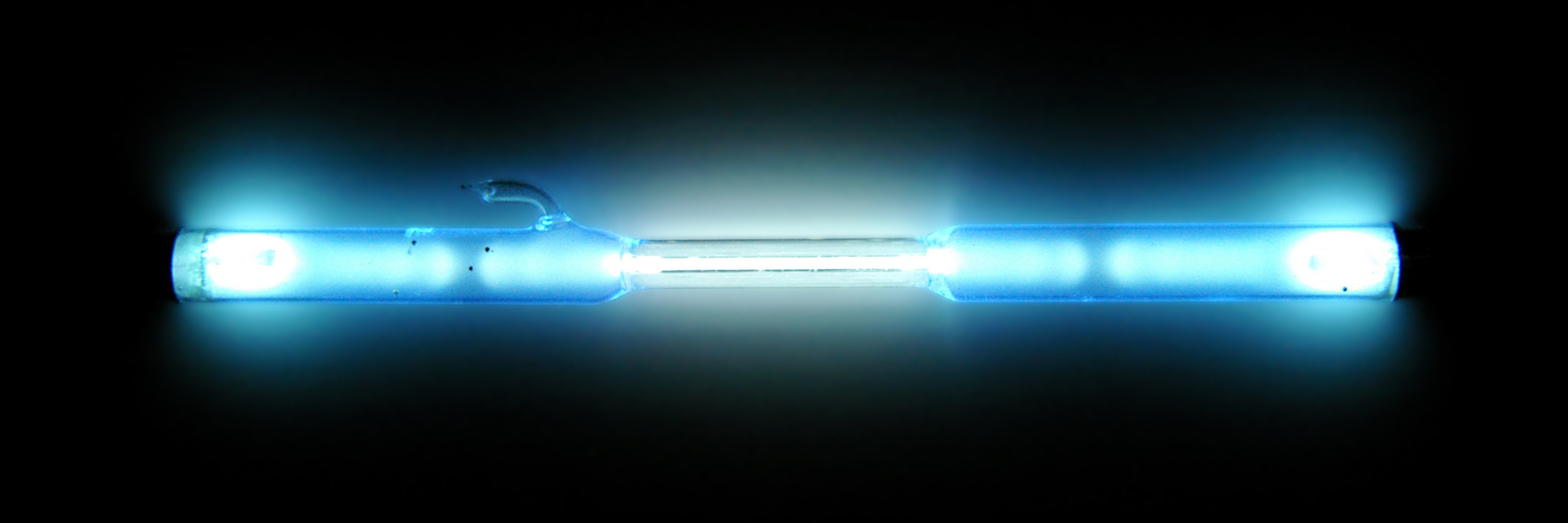
Lámpara de descarga de mercurio para calibrar espectrómetros.

El mercurio disuelve muchos otros metales como el oro y la plata para formar amalgamas. El hierro es una excepción, por lo que se han utilizado tradicionalmente recipientes de hierro para el comercio de mercurio. Varios otros elementos de la primera fila de los metales de transición (con la excepción del manganeso, el cobre y el zinc) son reacios a formar amalgamas. Otro elemento que no forma fácilmente amalgamas con el mercurio es el platino. La amalgama de sodio es un agente reductor común en síntesis orgánica y también se utiliza en las lámparas de lámparas de vapor de sodio de alta presión.
El mercurio se combina fácilmente con el aluminio para formar una amalgama de aluminio cuando los dos metales puros entran en contacto. Esta amalgama destruye la capa de óxido de aluminio que protege al aluminio metálico de oxidarse en profundidad (como le sucede al hierro ante el agua). Incluso pequeñas cantidades de mercurio pueden corroer gravemente el aluminio. Por esta razón, el mercurio no se permite a bordo de una aeronave bajo la mayoría de las circunstancias, debido al riesgo de la formación de una amalgama con partes de aluminio expuestas en la aeronave.
El ataque del mercurio sobre el aluminio es uno de los tipos más comunes de fragilización por metal líquido.

### Isótopos
Hay siete isotopos estables del mercurio, con 202
Hg siendo el más abundante (29,86%). Los radioisótopos más longevos son 194
Hg con un período de semidesintregración de 444 años, y 203
Hg con una vida media de 46,612 días. La mayor parte de los radioisótopos restantes tienen vidas medias que son de menos de un día. 199
Hg y 201
Hg son los núcleos activos más a menudo estudiados mediante resonancia magnética nuclear, teniendo espines de 1⁄2 y 3⁄2 respectivamente.

## Etimología
Hg es el símbolo químico moderno para representar abreviadamente al mercurio. Proviene de hydrargyrum, una forma latinizada del término griego ὑδράργυρος (hydrargyros), que es una palabra compuesta que significa «agua-plata» (de ὑδρ-  hydr- , la raíz de ὕδωρ, «agua», y ἄργυρος argyros «plata»), ya que es líquido como el agua y brillante como la plata. Comparte el nombre con el dios romano Mercurio, conocido por su velocidad y movilidad. Por el mismo motivo, también se asocia con el planeta Mercurio. El símbolo astrológico del planeta es asimismo el símbolo alquímico del metal; la palabra sánscrita para la alquimia es Rasavātam, que significa literalmente «el camino de mercurio». El mercurio es el único metal para el que su nombre planetario alquímico se convirtió en su nombre común.

## Historia

El símbolo del planeta mercurio (☿) fue usado antiguamente durante muchos años para representar al elemento químico.

El mercurio se encuentra en tumbas del Antiguo Egipto que datan del 1500 a. C.
En China y el Tíbet el uso del mercurio era recomendado para prolongar la vida, curar fracturas y conservar la buena salud en general, aunque ahora se sabe que la exposición a los vapores de mercurio conduce a graves efectos adversos sobre la salud. El primer emperador de China, Qin Shi Huang (supuestamente enterrado en el denominado «Mausoleo de Qin Shi Huang», que contenía ríos de mercurio que fluyen reproduciendo un modelo de la tierra gobernada en el que se representaban los ríos de China) murió por beber una mezcla de mercurio y jade en polvo recetado por los alquimistas de la Dinastía Qin (causándole fallo hepático, envenenamiento por mercurio y muerte cerebral) que pretendía darle vida eterna. Khumarawayh ibn Ahmad ibn Tulun, el segundo gobernante de Egipto tuluní (r. 884-896), conocido por su extravagancia y despilfarro según las crónicas de la época, construyó un recipiente lleno de mercurio, en el que se tendía sobre la parte superior de cojines llenos de aire y se balanceaba para dormir.
En noviembre de 2014, se descubrieron «grandes cantidades» de mercurio en una cámara de 18,2 m debajo de un templo de 1800 años de antigüedad conocido como la «Pirámide de la Serpiente Emplumada», «la tercera pirámide más grande de Teotihuacán», México, junto con «estatuas de jade, jaguares vigilantes, una caja llena de conchas talladas y pelotas de goma».
En la Antigua Grecia se usaba el mercurio en ungüentos; en Egipto y Roma lo utilizaban en cosméticos. En Lamanai (en la actual Belice), una ciudad importante de la civilización maya, se encontró una balsa de mercurio bajo un marcador en una pista de juego de pelota. Hacia el año 500 el mercurio se utilizaba para hacer amalgamas (del latín medieval amalgama, «aleación de mercurio») con otros metales.
Los alquimistas pensaron en el mercurio como la materia prima, a partir de la cual se formaron todos los metales. Creían que diferentes metales podrían ser producidos haciendo variar la calidad y cantidad de azufre contenido dentro del mercurio. El más puro de estos era el oro, y el mercurio se usaba en los intentos de transmutación de los metales de base (o impuros) en oro, que era el objetivo de muchos alquimistas.
Las minas de Almadén (España), monte Amiata (Italia) e Idrija (Eslovenia) dominaron la producción de mercurio a partir de la apertura de la mina de Almadén hace 2500 años, hasta que aparecieron nuevos depósitos al final del siglo XIX.

## Distribución

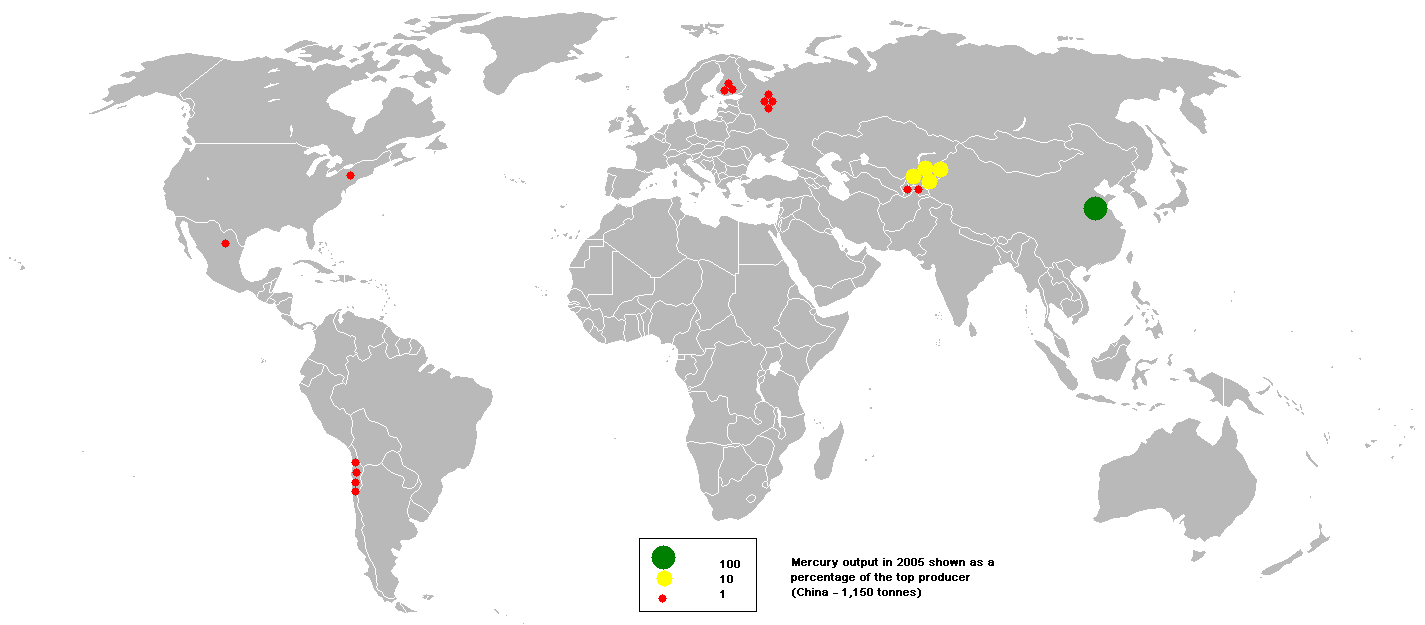
Productores de Mercurio en 2005.

El mercurio es un elemento extremadamente raro en la corteza terrestre, que tiene una abundancia media en peso de tan solo 0,08 partes por millón. Debido a que no se mezcla geoquímicamente con aquellos elementos que constituyen la mayoría de la masa de la corteza terrestre, los minerales de mercurio se encuentran extraordinariamente concentrados teniendo en cuenta la abundancia del elemento en la roca ordinaria. Los minerales más ricos de mercurio contienen hasta un 2,5% de mercurio en peso, e incluso los depósitos de concentrados más pobres contienen al menos el 0,1% de mercurio (12 000 veces la abundancia media en la corteza terrestre). Se encuentra, ya sea como metal nativo (raro) o en forma de cinabrio, corderoíta, livingstonita y otros minerales, con el cinabrio (HgS) siendo la mena más abundante. Los yacimientos de mercurio se hallan por lo general en zonas de orogénesis reciente, donde las rocas de alta densidad se ven obligadas a surgir a la corteza de la Tierra, impulsadas por aguas termales o por la actividad de determinadas regiones volcánicas.

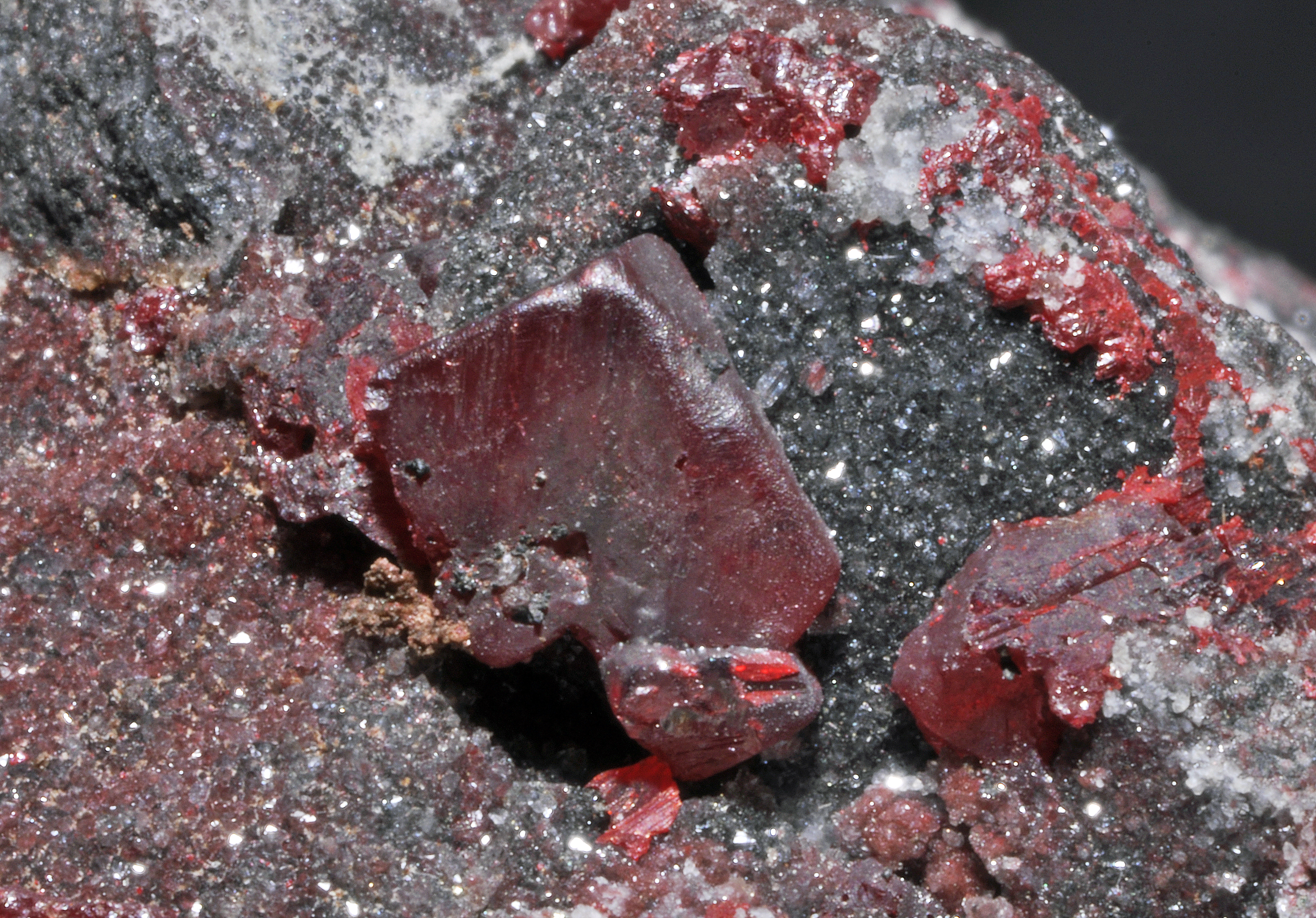
Cristales de cinabrio con su característico color rojo oscuro, minas de Almadén, Ciudad Real, España.

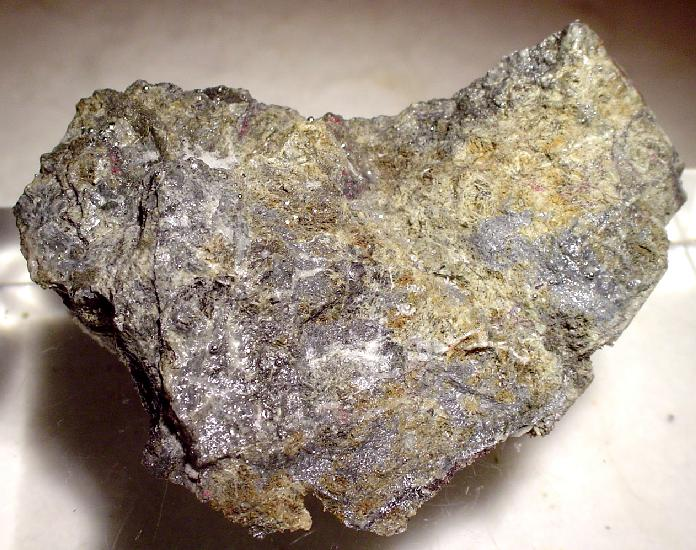
Mercurio nativo con cinabrio, mina Socrates, Sonoma County, California. El cinabrio en ocasiones se altera a mercurio nativo en las zonas de oxidación de los depósitos.

A partir de 1558, con la invención del proceso de patio para extraer la plata a partir de sus menas usando mercurio, este metal se convirtió en un recurso esencial en la economía de España y de sus colonias americanas. El mercurio se utilizó para extraer plata en las lucrativas minas de Nueva España y Perú. Inicialmente, las minas de la Corona Española en Almadén (localizadas en el sur del centro de España) suministraban todo el mercurio necesario en las colonias, hasta que fueron descubiertos nuevos yacimientos en el Nuevo Mundo, y más de 100 000 toneladas de mercurio fueron extraídos de la región de Huancavelica, Perú (especialmente de la mina Santa Bárbara), a lo largo de los tres siglos posteriores al descubrimiento de sus yacimientos en 1563. El proceso de patio primero y después el de pan amalgamación crearon una gran demanda de mercurio para el tratamiento de minerales de plata hasta finales del siglo XIX.
Antiguas minas en Italia, Estados Unidos y México, que una vez produjeron una gran proporción de la oferta mundial, han sido completamente agotadas o, en el caso de Eslovenia (Idrija) y de España (Almadén), debieron cerrar debido a la caída del precio del mercurio. La mina de McDermitt en el estado de Nevada, la última explotación de mercurio en los Estados Unidos, se cerró en 1992. El precio del mercurio ha sido muy volátil en los últimos años y en 2006 era de $650 por cada vasija de 76 libras (34,46 kg).
El mercurio se extrae por calentamiento del cinabrio en una corriente de aire y condensando el vapor. La ecuación para esta extracción es:
HgS + O2 → Hg + SO2
En 2005 China fue el principal productor de mercurio, con casi dos tercios de la cuota mundial, seguida del Kirguistán. Se cree que otros países mantienen una producción no registrada de mercurio derivada de procesos de electrodeposición del cobre y por la recuperación de los efluentes.
Debido a la alta toxicidad del mercurio, tanto la extracción del cinabrio como el refinado del mercurio son causas peligrosas e históricas de envenenamiento. En China el trabajo penitenciario fue utilizado por una empresa minera privada, en épocas tan recientes como la década de 1950, para explotar nuevas minas de cinabrio. Miles de prisioneros fueron utilizados por la empresa minera Luo Xi para excavar nuevas galerías. La salud de los mineros de las minas en explotación corre un alto riesgo.
La directiva de la Unión Europea que dispone el uso obligatorio de lámparas fluorescentes compactas a partir del año 2012 ha alentado a China a reabrir sus minas de cinabrio para obtener el mercurio necesario para la fabricación de este tipo de bombillas. Los peligros ambientales han sido una preocupación, en particular en las ciudades sureñas de Foshan y Cantón, y en la provincia Guizhou, situada en el sudoeste del país.
Las plantas de procesamiento de las minas de mercurio abandonadas a menudo contienen acumulaciones de desechos muy peligrosas de cinabrio calcinado. El agua de escorrentía en estos lugares es una fuente reconocida de daños ecológicos. Antiguas minas de mercurio pueden ser adecuadas para la reutilización constructiva. Por ejemplo, en 1976 el Condado de Santa Clara (California) compró la histórica Mina Almaden Quicksilver y creó un parque del Condado, después de realizar un exhaustivo estudio de seguridad y un análisis ambiental de la propiedad.

## Producción mundial
| N.º                           | País       | Producción | (Tm) |
| ----------------------------- | ---------- | ---------- | ---- |
| 1                             | China      |            | 1600 |
| 2                             | Kirguistán |            | 100  |
| 3                             | Chile      |            | 50   |
| 4                             | Rusia      |            | 50   |
| 5                             | Perú       |            | 45   |
| 6                             | Tayikistán |            | 45   |
| 7                             | Marruecos  |            | 32   |
| (Año 2013. Fuente:IndexMundi) |            |            |      |

La producción mundial de mercurio experimentó históricamente un crecimiento continuado (primero ligado principalmente a la minería del oro y de la plata en el Nuevo Mundo, y a partir de comienzos del siglo XX también relacionado con la producción industrial de cloro), con un progresivo descenso a partir de la década de 1980, cuando se empezaron a hacer patentes los riesgos ambientales que entraña su utilización indiscriminada. Por ejemplo, en la década de 1970 se estimaba que las minas de Almadén habían producido unas 200.000 tm de mercurio a lo largo de toda su vida útil, y que todavía albergaban otras 200.000 tm en su interior. Desde el final de la Segunda Guerra Mundial hasta la década de 1970, la producción mundial anual pasó de las 3.200 tm en 1948 a las 8.650 tm en 1965, estabilizándose durante una década en las 9.000-10.000 tm anuales.
A partir de la década de 1990, tanto por motivos económicos (el descenso del precio del metal obligó a cerrar muchas de las principales minas de los países occidentales, que ya no eran rentables), como ambientales (la producción se concentró en los países con menos restricciones legales en relación con el medio ambiente), China ha copado el mercado mundial, con más del 80 % de la producción total durante los primeros años del siglo XXI.
La producción mundial en el año 2013 fue del orden de 1900 toneladas (prácticamente la quinta parte de su máximo histórico, registrado como ya se ha señalado en la década de 1970), con China en un destacado primer lugar (véase la tabla adjunta), siendo Kirguistán y Chile segundo y tercer productores, con porcentajes mucho menores.
| 1. | China      | 3.600 |
| 2. | Tayikistán | 100   |
| 3. | México     | 63    |
| 4. | Argentina  | 50    |
| 5. | Perú       | 40    |
| 6. | Noruega    | 20    |
| 7. | Kirguistán | 15    |

Fuente: USGS.
NOTA: Datos de Estados Unidos no publicados.

## Química
El mercurio existe en dos estados de oxidación principales, I y II. Los estados de oxidación más altos son poco frecuentes (por ejemplo, el fluoruro de mercurio (IV), HgF
4), y solo se han detectado bajo condiciones extraordinarias.

### Compuestos de mercurio (I)
A diferencia de sus vecinos más ligeros, cadmio y zinc, el mercurio suele formar compuestos estables con simples enlaces metal-metal. La mayoría de los compuestos de mercurio (I) son diamagnéticos y cuentan con el catión dimérico, Hg2+
2. Los derivados estables incluyen el cloruro y el nitrato. El tratamiento de los compuestos complejos de Hg(I) con ligandos fuertes tales como sulfuro o cianuro, induce una desproporción a Hg2+
 y la formación de mercurio elemental. El cloruro de mercurio (I), un sólido incoloro también conocido como calomel, es realmente el compuesto con la fórmula Hg2Cl2, con la estructura Cl-Hg-Hg-Cl, un estándar en electroquímica que reacciona con el cloro para dar cloruro mercúrico HgCl2, que se opone a la oxidación adicional. El hidruro de mercurio (I), un gas incoloro, tiene la fórmula HgH, que no contiene ningún enlace Hg-Hg.
Indicativas de su tendencia a adherirse a sí mismas son las formas de policationes de mercurio, que consisten en cadenas lineales con centros de mercurio, rematadas con una carga positiva. Un ejemplo es el Hg2+
3(AsF−
6)
2.

### Compuestos de mercurio (II)
El mercurio (II) es el estado de oxidación más común y por lo tanto el más frecuente en la naturaleza. Se conocen los cuatro haluros de mercurio, que forman complejos tetraédricos con otros ligandos, pero los haluros adoptan geometría de coordinación lineal, algo así como sucede con Ag+. El más conocido es el cloruro de mercurio (II), una sustancia sólida de color blanco, fácilmente sublimable. HgCl2 forma complejos que son típicamente tetraédricos, por ejemplo el HgCl2−
4.
El óxido de mercurio (II), el óxido principal del mercurio, se forma cuando el metal está expuesto al aire durante largos períodos de tiempo a temperaturas elevadas. Los elementos se separan de nuevo si el óxido se calienta a cerca de 400 °C, como demostró Joseph Priestley en una de las primeras síntesis de oxígeno puro. Los hidróxidos de mercurio están mal caracterizados, como sucede con sus elementos vecinos oro y plata.
Siendo un metal blando a efectos de pH, los derivados de mercurio forman combinaciones muy estables con los calcógenos más pesados. La forma más abundante es el sulfuro de mercurio (II), HgS, que se produce en la naturaleza como el mineral cinabrio, utilizado como pigmento rojo brillante con el nombre de bermellón. Como el ZnS, el HgS cristaliza en dos formas, la forma rojiza cúbica y la negra con una configuración similar a la de la blenda. El seleniuro de mercurio (II) (HgSe) y el telururo de mercurio (II) (HgTe) son también conocidos, así como diversos derivados, como por ejemplo el telururo de mercurio y cadmio y el telururo de mercurio y zinc, que son semiconductores útiles como materiales detectores de infrarrojos.
Las sales de mercurio (II) forman una variedad de compuestos derivados del amoníaco. Estos incluyen la base de Millon (Hg2N+), un polímero unidimensional (sales de (HgNH+
2)
n), y un «precipitado blanco fusible» (el [Hg(NH3)2]Cl2). Conocido como reactivo de Nessler, el tetraiodomercurato (II) de potasio (HgI2−
4) sigue siendo en ocasiones utilizado para la prueba del amoníaco, debido a su tendencia a formar la sal yoduro de la base de Millon, de intenso color.
El fulminato de mercurio (II) es un detonator ampliamente utilizado en explosivos.

### Estados de oxidación más altos
Estados de oxidación superiores a 2 en una especie no cargada son extremadamente raros, aunque un catión cíclico de mercurio (IV), con tres sustituyentes, puede ser un intermediario en reacciones de oximercuración. En 2007 se publicó un informe en el que se daba cuenta de la síntesis de un compuesto de mercurio (IV), el fluoruro de mercurio (IV). En la década de 1970 hubo una reclamación sobre la síntesis de un compuesto de mercurio (III), pero ahora se cree que es falsa.

### Compuestos organomercuriales
Los compuestos orgánicos de mercurio son históricamente importantes en el desarrollo de la química, pero en el mundo occidental son de poco valor industrial. Las sales de mercurio (II) son un raro ejemplo de complejos metálicos simples que reaccionan directamente con los anillos aromáticos. Los compuestos organomercúricos son siempre divalentes y por lo general bidimensionales y de geometría lineal. A diferencia de los compuestos organocádmicos y los organozincados, los compuestos organomercuriales no reaccionan con agua. Por lo general tienen la fórmula HgR2, que son a menudo volátiles, o HgRX, que a menudo son sólidos, donde R es arilo o alquilo y X es generalmente haluro o acetato. El metilmercurio, un término genérico para los compuestos con la fórmula CH3HgX, forma una familia de compuestos peligrosos que se encuentran a menudo en el agua contaminada. Surgen por un proceso conocido como biometilación.
El mercurio (II) forma complejos con ligandos dadores de nitrógeno, fósforo y azufre, pero se resiste a formar complejos con los dadores de oxígeno; también genera complejos muy estables con bromo, iodo y cloro como corresponde a un catión blando. La estabilidad de los complejos de mercurio (II) es mayor que la de los otros dos elementos de su grupo, zinc y cadmio, porque además de enlaces σ con hibridaciones adecuadas del metal intervendrán enlaces π por la mayor expansión de los 5d del mercurio (efectos relativistas), que inyectan carga a los orbitales d vacíos de los ligandos: se creará un sistema resonante que es compatible con la asociación cuántica del subnivel lleno 5d10, reforzando a la vez los enlaces M-L por retrodonación. Esto es inusual, puesto que los iones más pequeños forman normalmente los mejores complejos. No se conocen complejos con ligandos π, como CO, NO o alquenos.
Los complejos de zinc son incoloros, pero los de mercurio y en menor extensión los de cadmio, son coloreados debido a la transferencia de carga del metal al ligando (absorciones de transferencia de carga), y del ligando al metal que es más patente en el mercurio de acuerdo a lo indicado antes (expansión 5d>4d).
La mayoría de los complejos de Hg (II) son octaédricos distorsionados, con dos enlaces cortos y cuatro enlaces largos. El caso extremo de esta distorsión es la formación de solo 2 enlaces, ejemplo de esto son los compuestos Hg(CN)2 y Hg(SCN)2, y el complejo [Hg(NH3)2]Cl2; este último contiene el ion lineal [H3N-Hg-NH3]2+. El mercurio (II) también forma complejos tetraédricos como [Hg(SCN)4]2- y el K2[HgI4]. Este último es el denominado reactivo de Nessler para la determinación de amoníaco en disolución; se detectan concentraciones tan bajas como 1ppm y se forma un precipitado amarillo o marrón, [Hg2NI.H2O] (unidades {Hg2N}+ que dan entorno tetraédrico de Hg para el N y lineal para el Hg (II), catión polimérico con estructura 3D de tipo cuprita, Cu2O, o bien anti-β-cristobalita.
Otros ejemplos de complejos de mercurio (II) donde se pueden apreciar diferentes entornos de coordinación, son:
- Lineal: [Hg (py)2]2+, el ligando, py, es la piridina
- Planotriangular: [HgX3]-, siendo X = Cl, Br, I
- Tetraédrico: [HgI4]2-; [Hg (en)2]2+; en, es la etilendiamina-ligando quelato, y cada una conecta por dos sitios al mercurio.
- Octaédrico: [Hg (en)3]2+

## Aplicaciones

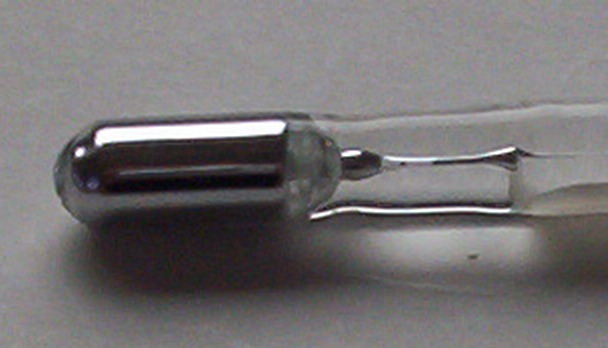
Bulbo de un termómetro de mercurio.

El mercurio se utiliza principalmente para la fabricación de productos químicos industriales o para aplicaciones eléctricas y  se emplea en algunos termómetros, especialmente los que se usan para medir temperaturas elevadas. Una cantidad cada vez mayor se usa como mercurio gaseoso en lámparas fluorescentes, mientras que la mayoría de las otras aplicaciones se están eliminando lentamente debido a las regulaciones de salud y seguridad, siendo reemplazado en algunas aplicaciones por materiales menos tóxicos, pero considerablemente más caros, como la aleación Galinstano.

### Medicina

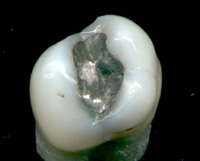
Relleno dental con amalgama de mercurio.

El mercurio y sus compuestos se han utilizado en medicina, aunque son mucho menos comunes en la actualidad de lo que lo eran antes, debido a que los efectos tóxicos del mercurio y de sus compuestos son mejor conocidos. La primera edición del Manual de Merck, en 1899, incluía muchos de los siguientes compuestos de mercurio como medicamentos:
- Mercauro
- Mercuro-yodo-hemol.
- Cloruro de mercurio-amonio
- Benzoato de mercurio
- Mercúrico
- Bicloruro de mercurio (Cloruro mercúrico corrosivo, U.S.P.)
- Cloruro de mercurio
- Cianuro de mercurio suave
- Succinimida de mercurio
- Yoduro de mercurio
- Mercurio rojo biniodido
- Yoduro de mercurio
- Amarillo de mercurio (proto-yoduro)
- Negro Hahnemann (óxido de mercurio soluble)
- Óxido rojo de mercurio
- Óxido amarillo de mercurio
- Salicilato de mercurio
- Imido-succinato de mercurio
- Sulfato de mercurio
- Subsulfato de mercurio básico (Turpeth Mineral)
- Tanato de mercurio
- Mercuro-cloruro de amonio

El mercurio es un ingrediente en amalgamas dentales. El Thiomersal (denominado tiomersal, en los Estados Unidos) es un compuesto orgánico utilizado como conservante en vacunas, aunque este uso está en declive. El tiomersal se metaboliza en etilmercurio. Aunque se ha discutido ampliamente acerca de la seguridad del tiomersal (véase: Controversia del tiomersal) y se sugiere que este conservante a base de mercurio podría provocar o desencadenar autismo en los niños, los estudios científicos no han mostrado evidencias que apoyen estas afirmaciones. Sin embargo, el tiomersal ha sido retirado o reducido a pequeñas cantidades en todas las vacunas recomendadas para los niños de Estados Unidos hasta los 6 años de edad, con la excepción de la vacuna inactivada de la gripe.
Otro compuesto de mercurio, la merbromina (mercurocromo), es un antiséptico tópico utilizado para pequeños cortes y raspaduras que todavía está en uso en algunos países.[cita requerida]
El mercurio en la forma de uno de sus minerales más comunes, el cinabrio, se utiliza en diversas medicinas antiguas y tradicionales, especialmente en la medicina china tradicional (véase también Tommaso Campailla). Las revisiones realizadas acerca de su seguridad han encontrado que el cinabrio puede conducir al envenenamiento por mercurio significativo cuando se calienta, se consume en sobredosis, o tomado a largo plazo, y puede tener efectos adversos en dosis terapéuticas, aunque los efectos de las dosis terapéuticas suelen ser reversibles. Aunque esta forma de mercurio parece ser menos tóxica que otras formas, su uso en la medicina tradicional china aún no ha sido justificado, y la base terapéutica para su uso no está clara.
Hoy en día, el uso de mercurio en medicina ha disminuido considerablemente en todos los aspectos, especialmente en los países desarrollados. Los termómetros y los esfigmomanómetros que contienen mercurio se inventaron a principios del siglo XVIII y finales del XIX respectivamente. A principios del siglo XXI, su uso está disminuyendo y ha sido prohibido en algunos países por los propios estados y sus instituciones médicas. En 2002, el Senado de los Estados Unidos aprobó una legislación para eliminar gradualmente la venta de termómetros de mercurio. En 2003, los estados de Washington y de Maine se convirtieron en los primeros en prohibir los aparatos medidores de la presión arterial que utilizasen mercurio. Compuestos de mercurio todavía se pueden encontrar en algunos medicamentos de venta libre, incluyendo antisépticos tópicos, laxantes, pomadas para la dermatitis por pañal, colirios, y en aerosoles nasales. La FDA (Food and Drug Administration) señala que «sus datos son insuficientes para establecer el reconocimiento general de la seguridad y la eficacia» de los ingredientes de mercurio en estos productos. El mercurio se sigue utilizando en algunos diuréticos, aunque ya existen sustitutos para la mayoría de usos terapéuticos.

### Producción de cloro y sosa cáustica
El cloro se produce a partir del cloruro sódico (sal común, NaCl) utilizando electrólisis para separar el sodio metálico del gas cloro. Por lo general, la sal se disuelve en agua para producir una salmuera. Los subproductos de dicho proceso cloro-álcali son hidrógeno (H2) e hidróxido de sodio (NaOH), lo que comúnmente se conoce como sosa cáustica. Con mucho, el mayor uso de mercurio a finales del siglo XX era en el proceso de celdas de mercurio (también denominado proceso Castner-Kellner), en el que se forma el sodio metálico como una amalgama en un cátodo hecho de mercurio. Este sodio se hace reaccionar con el agua para producir hidróxido de sodio. Muchas de las emisiones de mercurio industriales producidas durante el siglo XX proceden de este proceso, aunque las plantas modernas afirmaban ser seguras en este aspecto. Después de alrededor de 1985, todas las nuevas instalaciones de producción de cloro-álcali que fueron construidas en los Estados Unidos utilizan tecnologías de ósmosis para producir cloro.

### Uso en equipos de laboratorio
Algunos termómetros, especialmente los de altas temperaturas, contienen mercurio; aunque están desapareciendo gradualmente. En los Estados Unidos, la venta sin receta de los termómetros de mercurio está prohibida desde el año 2003.
El mercurio también se utiliza en los telescopios de espejo líquido.
Algunos telescopios de tránsito utilizan un recipiente con mercurio para formar un espejo plano y absolutamente horizontal, útil en la determinación de una referencia vertical o perpendicular absoluta. Espejos parabólicos horizontales cóncavos pueden formarse mediante la rotación de mercurio líquido en un recipiente cilíndrico: el líquido adopta de este modo forma parabólica, permitiendo la reflexión y el enfoque de la luz incidente. Estos telescopios son más baratos que los grandes telescopios de espejos convencionales hasta en un factor de 100, pero el espejo de mercurio líquido no se puede inclinar y siempre debe señalar hacia la vertical del lugar.
El mercurio líquido es una parte del popular electrodo de referencia secundaria (denominado electrodo de calomel) en electroquímica, como una alternativa al electrodo estándar de hidrógeno. El electrodo de calomelanos se utiliza para calcular el potencial del electrodo de las semiceldas. Por último, pero no menos importante, el punto triple del mercurio, -38.8344 °C, es un punto fijo utilizado como un estándar de temperatura para la Escala Internacional de Temperatura (ITS-90).
Los electrodos empleados en polarografía utilizan mercurio elemental. Este uso permite que un nuevo electrodo no contaminado esté disponible para cada medición o para cada nuevo experimento.

### Iluminación y electrónica
El mercurio gaseoso se utiliza en lámparas de vapor de mercurio, y lámparas fluorescentes y en algunos reclamos publicitarios del tipo «letrero de neón». Estas lámparas de baja presión emiten luz con líneas espectralmente muy estrechas, que se utilizan tradicionalmente en espectroscopia para la calibración de las posiciones espectrales. Se venden lámparas comerciales de calibración para este fin; analizar la luz de un fluorescente de techo en un espectrómetro es una práctica de calibración frecuente. El mercurio gaseoso también se encuentra en algunos tubos electrónicos, incluyendo ignitrones, tiratrones, y rectificadores de arco de mercurio. También se utiliza en las lámparas de atención médica especializada para el bronceado de la piel y desinfección. Se añade mercurio gaseoso a las lámparas de cátodo frío que contienen argón para aumentar la ionización y la conductividad eléctrica. Una lámpara rellenada de argón sin mercurio presentará manchas mates y dejará de iluminar correctamente. Los sistemas de iluminación que contienen mercurio pueden ser tratados térmicamente una sola vez. Cuando se añade vapor de mercurio a tubos llenos de neón, la luz producida presentará manchas rojas/azules inconsistentes, hasta que se complete el proceso térmico inicial; finalmente, se encenderá un solo color, mostrando finalmente un color azul apagado coherente.

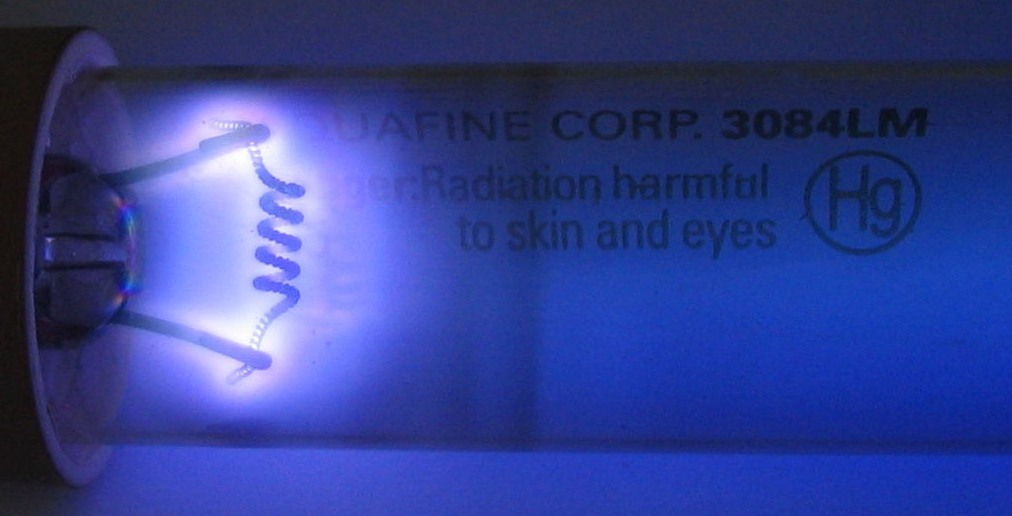
El brillo de color violeta oscuro de una descarga de vapor de mercurio en una lámpara germicida, cuyo espectro es rico en radiación ultravioleta invisible.
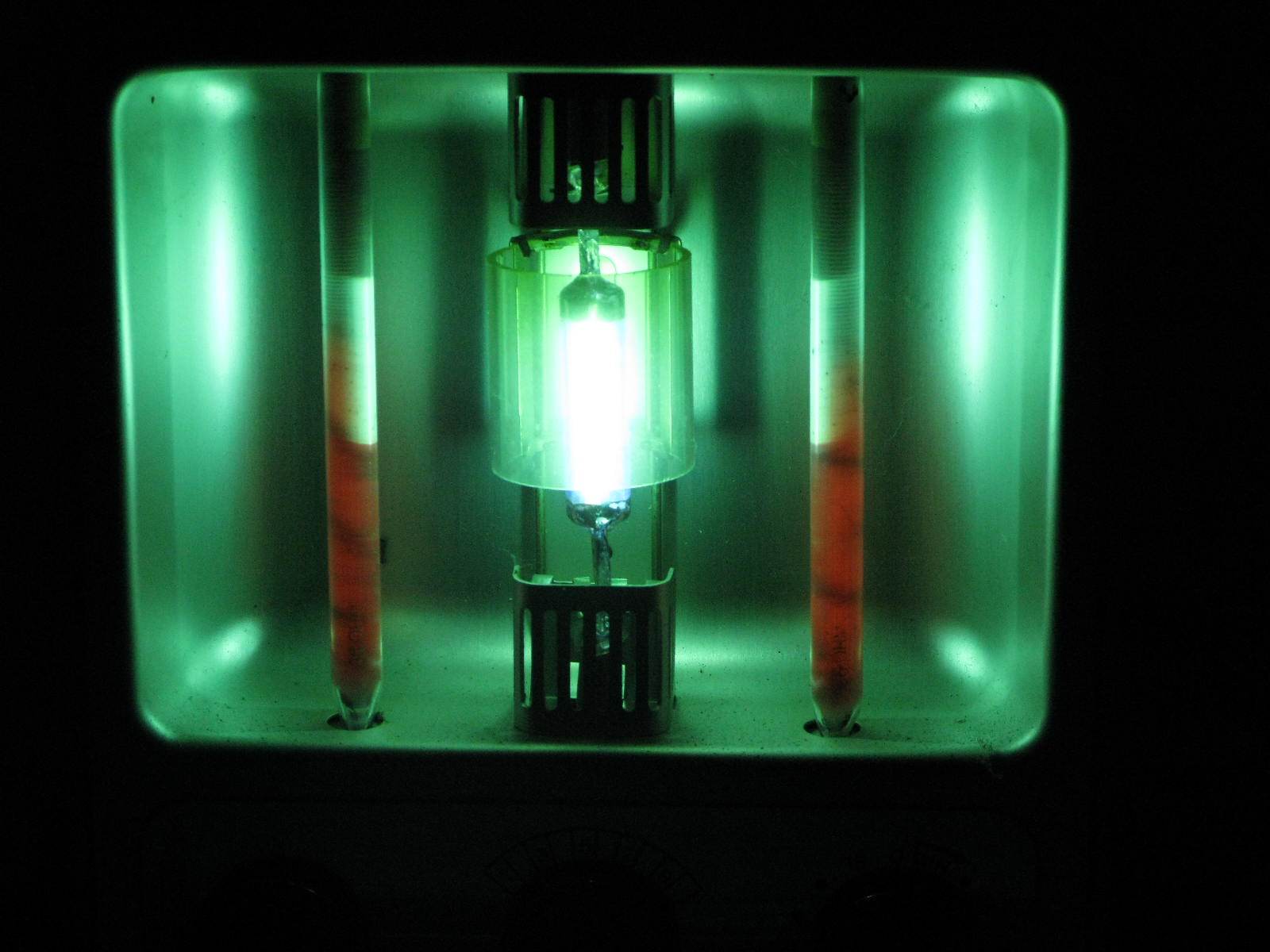
Dispositivo bronceador de la piel que contiene una lámpara de vapor de mercurio de baja presión y dos lámparas de infrarrojos, que actúan tanto como fuente de luz como de balasto eléctrico.
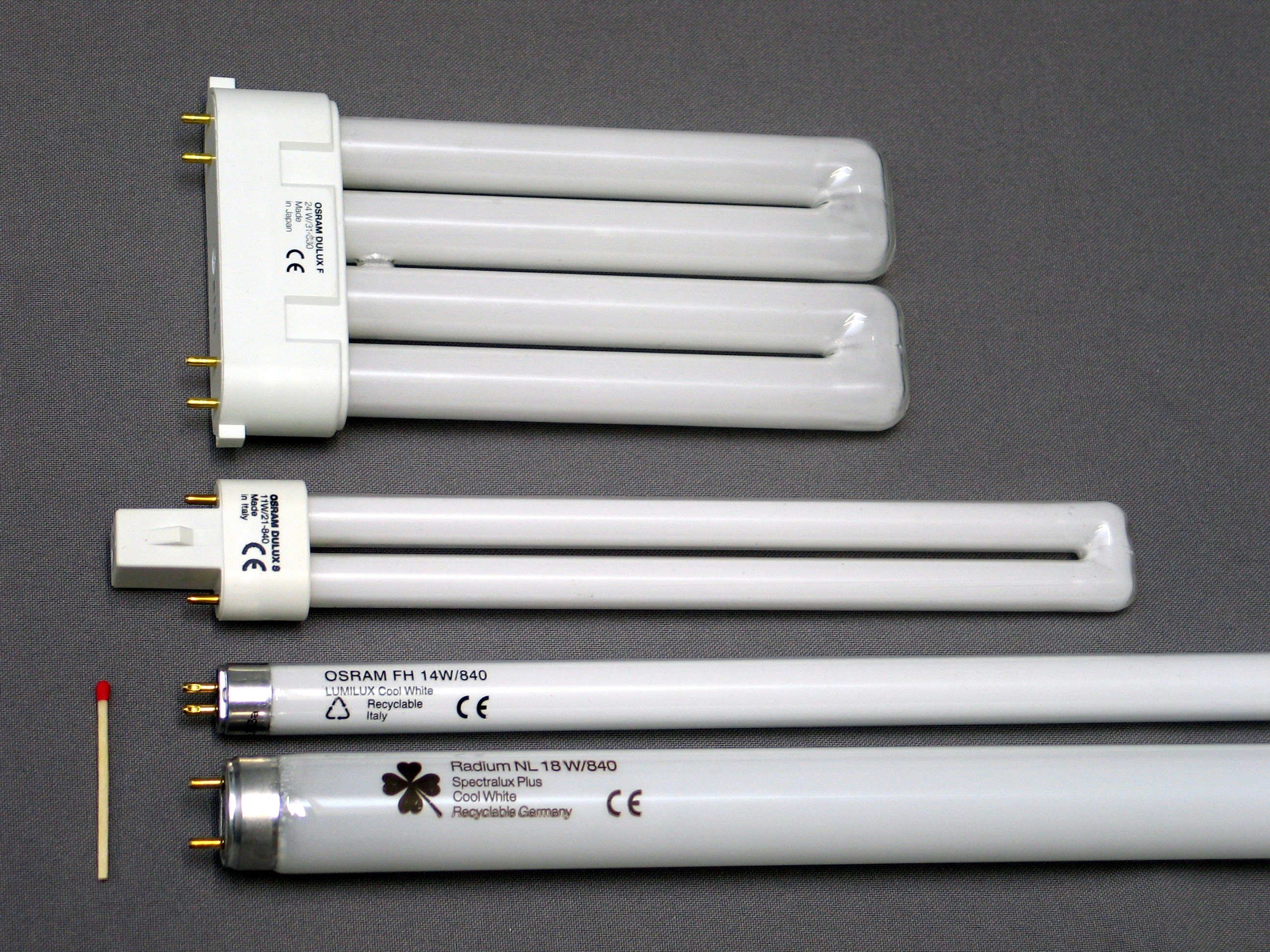
Tipos variados de lámparas fluorescentes.

### Cosméticos
El mercurio, en forma de tiomersal, es ampliamente utilizado en la fabricación de rímel. En 2008, Minnesota se convirtió en el primer estado en los Estados Unidos en prohibir el mercurio añadido intencionadamente en los cosméticos, lo que supone una norma más dura que la del gobierno federal.
Un estudio de la media geométrica de la concentración de mercurio en la orina, identificó una fuente no reconocida previamente de la exposición al mercurio inorgánico entre los residentes de Nueva York: los productos para el cuidado de la piel. Estudios basados en la biomonitorización de la población también mostraron que los niveles de concentración de mercurio son más altos entre los consumidores de pescado y marisco.

### Armas de fuego
Un compuesto de mercurio llamado «fulminato de mercurio» se utilizaba principalmente en las cápsulas fulminantes como detonador de la carga de pólvora de los cartuchos que sirven de munición a las armas de fuego.

### Usos históricos

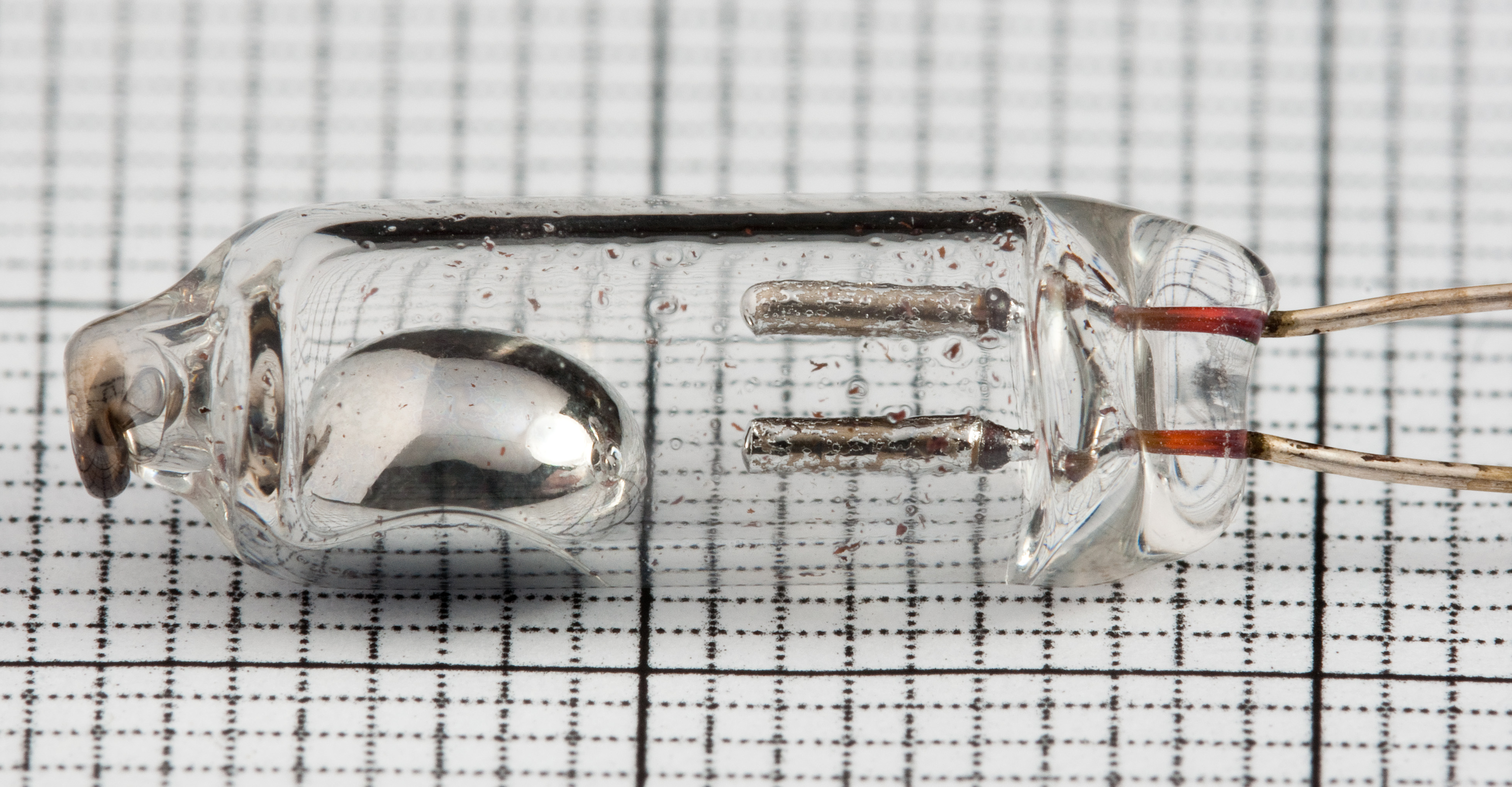
Interruptor de mercurio tipo (SPST).

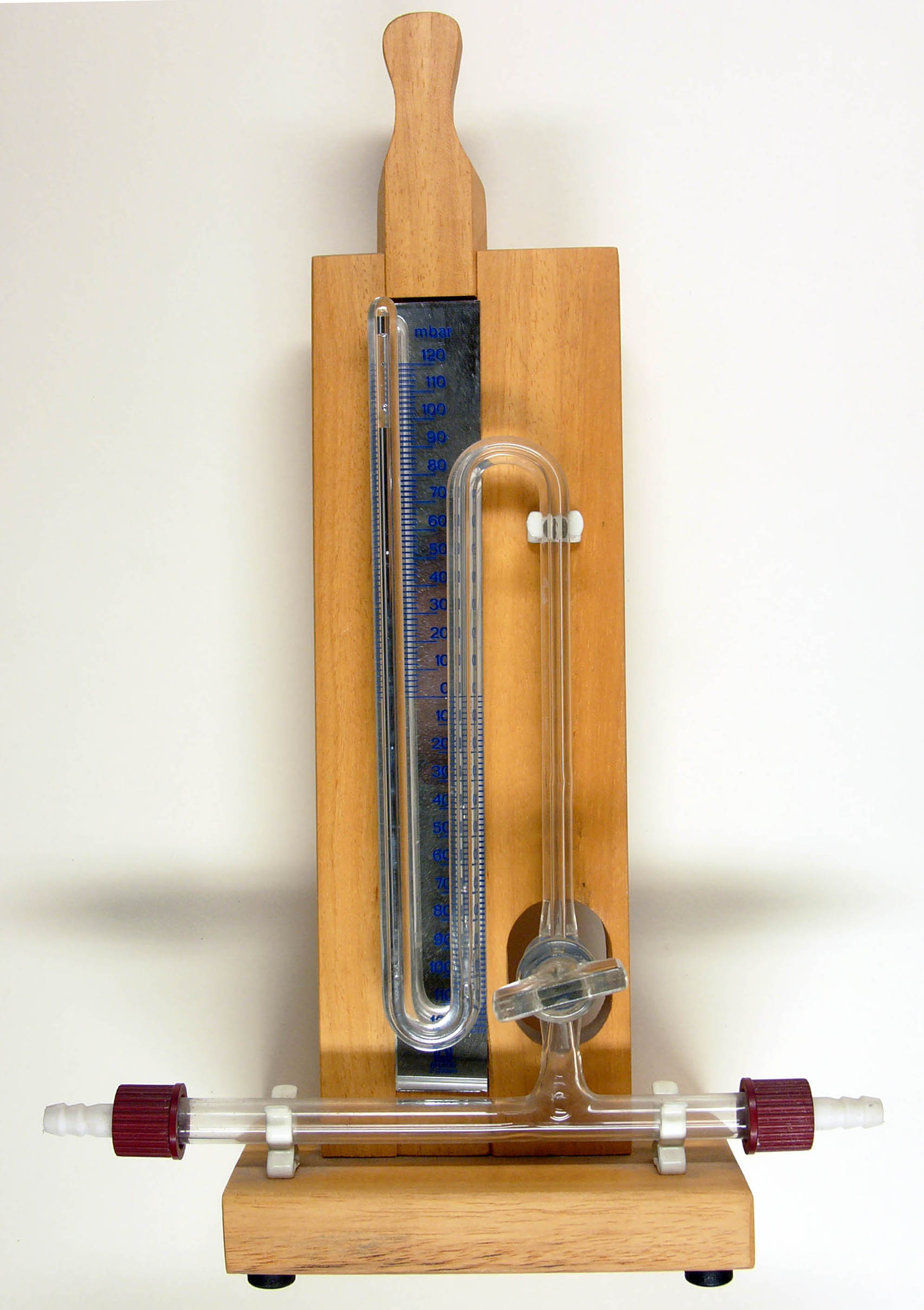
Manómetro de columna de mercurio.

Muchas aplicaciones históricas hacen uso de las peculiares propiedades físicas del mercurio, sobre todo como un líquido denso y como un metal líquido:
- Cantidades de mercurio líquido de entre 90 y 600 g han sido recuperadas de tumbas de las élites de la civilización maya (entre los años 100 y 700)[73] o en vasijas rituales en seis lugares. Este mercurio pudo haber sido utilizado en cuencos como espejo con fines adivinatorios. Cinco de ellos datan del período clásico de la civilización maya (c. 250-900), pero uno de los seis ejemplos es anterior.[74]
- Fue utilizado como colorante en forma de bermellón (cinabrio en polvo), formando parte de forma extensiva de las pinturas de color rojo durante siglos, hasta ser sustituido por el rojo de cadmio (que no es tóxico).
- En la España Islámica fue utilizado para llenar piscinas decorativas. Siglos después, el artista estadounidense Alexander Calder construyó una fuente de mercurio para el Pabellón Español de la Exposición Internacional de París de 1937. La fuente está ahora en exhibición en la Fundación Joan Miró en Barcelona.[75]
- El mercurio se utilizaba dentro de señuelos de pesca oscilantes. Su forma pesada, con la inestabilidad propia del mercurio líquido en su interior, hace que el movimiento irregular de estos señuelos sea muy atractivo para los peces. Su uso se prohibió por motivos ambientales, pero se ha producido la posterior reaparición de este arte de pesca ilegal.
- Las lentes de Fresnel de los faros antiguos utilizaban un baño de mercurio sobre el que flotaban y rotaban, actuando como un cojinete.[76]

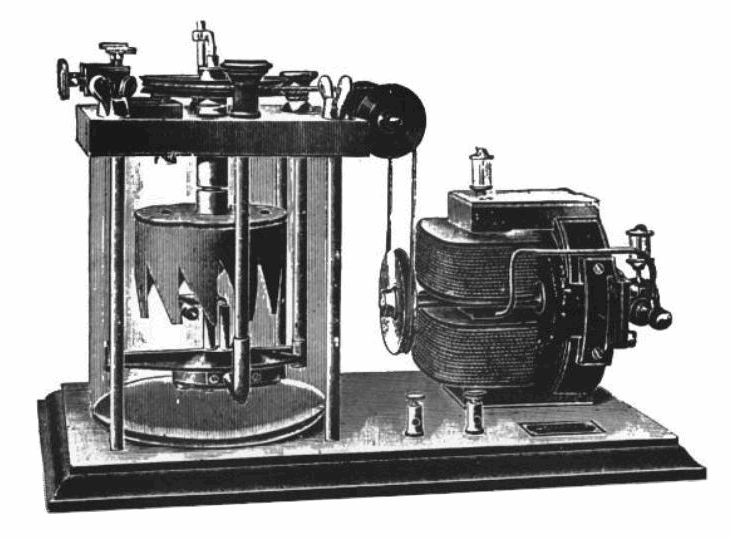
Interruptor de turbina de mercurio. El motor hace girar la rueda dentada que pasa por un flujo de mercurio proyectado a través de la trayectoria de los dientes. Ajustando la posición de la rueda arriba o abajo el ciclo inducido en la corriente del circuito primario puede modificarse.

- En los primeros años de la radiodifusión a comienzos del siglo XX, para generar ondas hercianas con frecuencias de kilociclos, se utilizaban unos interruptores electromecánicos consistentes en una rueda dentada metálica que interceptaba un flujo continuo de mercurio por el que se hacía circular la electricidad (véase Conectores de mercurio).

- Esfigmomanómetros (medidores de presión arterial), barómetros, bombas de difusión, culombímetros, y otros muchos instrumentos de laboratorio utilizan mercurio. Como líquido opaco con una alta densidad y una expansión térmica casi lineal, es ideal para este uso.[77]
- Como líquido conductor de la electricidad, se utilizó en interruptores de mercurio (incluidos algunos tipos de interruptores de luz domésticos instalados antes de 1970), interruptores basculantes utilizados en detectores de fuego antiguos, y los interruptores de inclinación de algunos tipos de termostatos domésticos.[78]
- Debido a sus propiedades acústicas, el mercurio se utilizó como medio de propagación en dispositivos con memoria de línea de retardo utilizados en las primeras computadoras digitales de la mitad del siglo XX.
- Turbinas de vapor de mercurio experimentales se instalaron para aumentar la eficiencia de la energía eléctrica de las plantas de combustibles fósiles.[79] La planta de energía South Meadow en Hartford (Connecticut), empleó mercurio como fluido de trabajo (en una configuración binaria con un circuito de agua secundario) durante una serie de años a partir de finales de la década de 1920, en un intento por mejorar la eficiencia de la planta. Varias otras plantas fueron construidas con este diseño de turbina, incluyendo la estación Schiller en Portsmouth (Nuevo Hampshire) que se puso en servicio en 1950. La idea no tuvo éxito en toda la industria debido al peso y a la toxicidad del mercurio, así como a la aparición de las plantas de vapor supercrítico en los años siguientes.[80][81]
- Del mismo modo, el mercurio líquido se utilizó como refrigerante para algunos reactores nucleares; sin embargo, el sodio se ha impuesto para los reactores enfriados con metal líquido, debido a que la alta densidad del mercurio requiere mucha más energía para hacerlo circular por los circuitos de refrigeración.[82]
- El mercurio era un propulsor de motores iónicos en los inicios de los sistemas de retropropulsión espacial eléctrica. Sus ventajas eran su alto peso molecular, su baja energía de ionización, su baja energía de doble ionización, la alta densidad del líquido y la capacidad de almacenamiento del metal a temperatura ambiente. Sus desventajas eran los problemas relacionados tanto con impactos ambientales asociados con las pruebas, como con el eventual enfriamiento y condensación de algunos de los propelentes en la nave espacial en las operaciones de larga duración en tierra. El primer vuelo espacial que utilizó la propulsión eléctrica con un propulsor de iones de mercurio como combustible (desarrollado por el centro de investigación NASA Lewis) fue la nave espacial «SERT-1» lanzada por la NASA en 1964. El vuelo SERT-1 fue seguido por el SERT-2 en 1970. El mercurio y el cesio fueron los propulsores utilizados en los primeros motores de iones, hasta que en el Hughes Research Laboratory se descubrió que el gas xenón es un sustituto más adecuado. El xenón es ahora el propelente utilizado en los motores de iones, ya que tiene un alto peso molecular, poca o ninguna reactividad debido a su naturaleza de gas noble, y presenta una alta densidad cuando se almacena como un líquido a baja temperatura.[83][84]

Otras aplicaciones hacen uso de las propiedades químicas del mercurio:
- La batería de mercurio es un tipo de acumulador eléctrico no recargable, una celda primaria muy común a mediados del siglo XX. Se utilizaba en una amplia variedad de aplicaciones y estaba disponible en varios tamaños, en particular para las pequeñas pilas botón. Su salida de tensión constante y larga vida útil le dieron un uso específico en los medidores de luz las cámaras fotográficas y en los audífonos. Las pilas de mercurio fueron prohibidas de manera efectiva en la mayoría de los países en la década de 1990, debido a la preocupación por la contaminación por mercurio del suelo.[85]
- El mercurio se utiliza para la conservación de la madera, la creación de daguerrotipos, el plateado de espejos, en pinturas navales para evitar que se adhieran distintos organismos al casco de los buques (uso abandonado en 1990), herbicidas (abandonado en 1995), pequeños juguetes en forma de laberintos de bolsillo en los que se debe guiar una gota de mercurio, algunos productos de limpieza, y en los sensores de algunos dispositivos de suspensión autonivelante utilizados en su momento en automoción. Como medicamentos, los compuestos de mercurio se han utilizado en antisépticos, laxantes, antidepresivos, y en tratamientos contra la sífilis.
- Supuestamente fue utilizado por espías de los Aliados en acciones de sabotaje contra la Luftwaffe, mediante una pasta de mercurio que provocaba la rápida corrosión del aluminio de los aviones, causándoles fallos estructurales graves.[86]
- Proceso cloroálcali: El principal uso industrial del mercurio durante el siglo XX fue en la electrólisis para separar el cloro y el sodio de la salmuera; sirviendo el mercurio como ánodo del proceso Castner-Kellner. El cloro se utiliza para el blanqueo de papel (por lo que la localización de muchas de estas plantas estaba cerca de fábricas de papel), mientras que el sodio se utiliza para fabricar hidróxido de sodio utilizado en jabones y otros productos de limpieza. Este uso ha sido abandonado en gran medida, sustituyéndose por otras tecnologías que utilizan membranas osmóticas.[87]
- Como electrodos en algunos tipos de electrólisis, en catalizadores y en insecticidas.
- El mercurio también fue utilizado como limpiador del interior de los cañones de las armas de fuego.[88][89]
- A partir de mediados del siglo XVIII hasta mediados del siglo XIX, se utilizó en la fabricación de sombreros de fieltro un proceso denominado «carroting». Las pieles de animales eran lavadas en una solución de nitrato mercúrico (Hg (NO32H2O2) de color naranja (el término «carroting», de zanahoria en inglés, surgió de este color).[90] Este proceso separa la piel del pelaje enmarañado, aunque esta disolución y los vapores que produce son altamente tóxicos. El Servicio de Salud Pública de los Estados Unidos prohibió el uso de mercurio en la industria del fieltro en diciembre de 1941. Los síntomas psicológicos asociados con el envenenamiento por mercurio inspiraron la expresión inglesa «mad as a hatter» (loco como un sombrerero). El personaje de El Sombrerero de Lewis Carroll en su libro Las aventuras de Alicia en el país de las maravillas era un juego de palabras basado en la antigua frase, pero el carácter mismo del personaje no presenta síntomas de envenenamiento por mercurio.[91]
- Minería de oro y plata. Históricamente, se utilizó mercurio ampliamente en minería hidráulica con el fin de separar por flotación el oro (que se hunde en el mercurio) de la mezcla de grava y de agua que lo acompañan. Las partículas finas de oro además pueden formar una amalgama mercurio-oro y, por lo tanto, aumentar los porcentajes de recuperación de oro.[6] El uso a gran escala del mercurio se detuvo en la década de 1960. Sin embargo, se sigue utilizando a pequeña escala, a menudo clandestina, en la prospección de oro. Se estima que 45.000 toneladas métricas de mercurio que fueron utilizadas en California en la explotación de placeres auríferos no han sido recuperadas.[92] Mercurio fue también usado en plata mining.[93]

#### Uso medicinal histórico
El cloruro de mercurio (I) (también conocido como calomel o cloruro de mercurio) se ha utilizado en la medicina tradicional como diurético, desinfectante tópico, y laxante. El cloruro de mercurio (II) (también conocido como cloruro de mercurio o sublimado corrosivo) en tiempos se utilizó para tratar la sífilis (junto con otros compuestos de mercurio), aunque es tan tóxico que a veces los síntomas de su toxicidad se confunden con los de la sífilis que se creía tratar. También se utiliza como desinfectante. El «Blue mass», una pastilla o jarabe en el que el mercurio es el ingrediente principal, se recetó a lo largo del siglo XIX para numerosas enfermedades, como el estreñimiento, la depresión, la infertilidad y los dolores de cabeza. A principios del siglo XX, el mercurio se administró a niños pequeños como laxante y vermífugo, y se utilizó en polvo dental para lactantes. La merbromina, un organohaluro que contiene mercurio (a veces se vende como mercurocromo) sigue siendo ampliamente utilizado, pero ha sido prohibido en algunos países como los Estados Unidos.

## Toxicidad y seguridad
El mercurio y la mayoría de sus compuestos son extremadamente tóxicos y deben ser manejados con cuidado; en los casos de derrames relacionados con el mercurio (por ejemplo, en el caso de rotura de termómetros o de tubos fluorescentes que contengan el metal o sus vapores), existen procedimientos de limpieza específicos para evitar la exposición y evitar su dispersión. Protocolos para fusionar físicamente las gotas más pequeñas depositadas sobre superficies duras para poder recogerlas con un cuentagotas, o bien para empujar suavemente el derrame hacia un recipiente desechable. Aspiradoras y escobas causan una mayor dispersión del mercurio y no deben utilizarse. Posteriormente se esparcen sobre el área afectada por el derrame escamas de azufre, zinc, o algún otro material en polvo que forme fácilmente una amalgama (aleación) con el mercurio a temperaturas ordinarias, antes de ser recogidos y depositados adecuadamente. La limpieza de superficies porosas y prendas de vestir no es eficaz para eliminar todos los rastros de mercurio y, por lo tanto, se aconseja a desechar este tipo de artículos cuando han estado expuestos a un derrame de mercurio.
El mercurio puede ser absorbido por la piel y las membranas mucosas y los vapores de mercurio puede ser inhalados accidentalmente, por lo que los contenedores de mercurio deben estar bien sellados para evitar derrames o evaporación. El calentamiento del mercurio o de sus compuestos, que pueden liberarlo cuando se calientan, debe llevarse a cabo con una ventilación adecuada a fin de minimizar la exposición al vapor de mercurio. Las formas más tóxicas de mercurio son sus compuestos orgánicos, como el dimetilmercurio y el metilmercurio. El mercurio puede causar tanto intoxicaciones crónicas como agudas, incluyendo el envenenamiento por mercurio.
El mercurio también puede ser ingerido al consumir peces que provienen de fuentes de agua contaminadas. El mercurio está muy extendido en ecosistemas acuáticos, su presencia se debe tanto a causas naturales como: la meteorización, las emanaciones atmosféricas de los volcanes, la desgasificación continental y la evasión del Hg de los océanos. También se da por causas antropológicas, como la minería, la industria cloro alcalina, las fábricas de pintura y las actividades metalúrgicas, los residuos dentales y la combustión de carbón mineral. Debido a las causas anteriores el mercurio es liberado, y este elemento es muy volátil por lo cual se libera a la atmósfera en forma de vapor, y es transportado a grandes distancias y depositado directamente o a través de las precipitaciones en los sedimentos oceánicos. A continuación, puede sufrir procesos oxidativos (Hg+2), además de combinarse con elementos como el cloro azufre u oxígeno, convirtiéndose así en mercurio inorgánico (HgS, HgCl2) Posteriormente, se puede dar un proceso de metilación por la acción de bacterias reductoras de sulfato lo que da lugar a la forma orgánica del mercurio (metilmercurio) en el sedimento. Los organismos acuáticos están, por tanto, muy expuestos al metilmercurio disuelto, acumulando este contaminante en sus tejidos debido a un proceso llamado bioacumulación Esto se da principalmente, en su tejido muscular, la principal porción comestible en el consumo humano.
Además de la bioacumulación existe otro proceso llamado biomagnificación que es la tendencia de algunos productos químicos a acumularse a lo largo de la cadena trófica por lo que la concentración del producto en el organismo consumidor es mayor que la concentración del mismo producto en el organismo consumido. Por lo tanto los peces que están en la cima de la cadena alimenticia, como el tiburón tendrían concentraciones de mercurio mucho más altas en sus cuerpos que un pez que solo se alimente de kril. Por eso hay recomendaciones para las cantidades que deberían ser consumidas de estos peces que tienden a tener una mayor concentración de mercurio.
Los entornos estuarinos y costeros, debido a la acción antropogénica, experimentan tasas aceleradas de metilación lo cual es peligroso porque el metilmercurio se considera un potente compuesto neurotóxico, con predilección por las células gliales, que induce estrés oxidativo y neuroinflamación. Las tasas aceleradas de metilación se deben a la presencia constante de Hg inorgánico, a las condiciones abióticas favorables (por ejemplo, anoxia, altos niveles de materia orgánica y sulfatos) y a las comunidades bacterianas activas 
La exposición crónica afecta principalmente al sistema nervioso central y a los riñones. La nefrotoxicidad se debe a la alta afinidad entre los iones mercúricos y los grupos sulfhidrilos (-SH) reducidos, los conjugados mercúricos con albúmina, L-cisteína, homocisteína y glutatión son las formas biológicamente importantes de Hg2+ en circulación.
Tanto las formas orgánicas como inorgánicas del mercurio se captan, acumulan en la corteza renal, en el exterior de la médula externa, principalmente a lo largo de los tres segmentos del túbulo proximal, expresando así su toxicidad a nivel renal. Siendo las especies inorgánicas, las que poseen mayor relevancia nefrotóxica, por el contrario en el caso de las especies orgánicas se necesitan elevadas dosis y múltiples exposiciones para producir insuficiencia renal.
La parte más sensible de la nefrona a los efectos tóxicos ocasionados por estos compuestos es el túbulo proximal, en concreto el segmento S3.
La nefrotoxicidad originada por dicho metal depende del tiempo de exposición, si la exposición es breve se produce una necrosis tubular aguda, sin embargo, si la exposición es a largo plazo, se produce glomerulonefritis.

### Liberación en el medio ambiente

Cantidad de mercurio atmosférico depositado en el glaciar superior de Fremont (Wyoming) entre 1720 y 1990.

Los índices de depósitos preindustriales de mercurio de la atmósfera pueden ser de aproximadamente 4 ng/(1 l de depósito de hielo). A pesar de que puede ser considerado un nivel natural de la exposición, las fuentes regionales o globales tienen efectos significativos. Las erupciones volcánicas pueden aumentar el nivel atmosférico entre 4 y 6 veces.
Las fuentes naturales, tales como los volcanes, son responsables de aproximadamente la mitad de las emisiones de mercurio a la atmósfera. La contaminación provocada por la actividad humana se puede dividir en los siguientes porcentajes estimados:
- 65 % de centrales térmicas, siendo las plantas de carbón la mayor fuente agregada (el 40% de las emisiones de mercurio de Estados Unidos en 1999). Esto incluye plantas de energía alimentados con gas donde el mercurio no se ha eliminado. Las emisiones procedentes de la combustión de carbón son entre uno y dos órdenes de magnitud mayores que las emisiones procedentes de la combustión de petróleo, dependiendo de cada país.[103]
- 11 % de la producción de oro. Las tres mayores fuentes de emisiones de mercurio en los EE. UU. son las tres mayores minas de oro. La liberación hidrogeoquímica de mercurio producto de la excavación de las minas de oro ha sido contabilizada como una fuente significativa de emisión de mercurio a la atmósfera en el este de Canadá.[106]
- 6,8 % de la producción de metales no ferrosos, típicamente en fundiciones.
- 6,4 % de la producción de cemento.
- 3 % a partir de vertederos, incluyendo basuras domésticas y residuos peligrosos, hornos crematorios, y la incineración de fangos de depuración.
- 3 % de la producción sosa cáustica.
- 1,4 % de la producción de arrabio y acero.
- 1,1 % de la producción de mercurio, sobre todo para las baterías.
- 2 % de otras fuentes.

Los porcentajes anteriores son estimaciones de las emisiones de mercurio de origen humano a nivel mundial en el año 2000, con exclusión de la quema de biomasa, una fuente importante en algunas regiones.
La contaminación atmosférica reciente por mercurio en ambientes urbanos al aire libre se midió con valores de entre 0,01-0,02 mg/m³. En 2001 se midieron y estudiaron los niveles de mercurio en 12 lugares del interior de viviendas elegidos para representar una sección transversal de las clases de construcción, la ubicación y las edades de los edificios en el área de Nueva York. Este estudio encontró concentraciones elevadas de mercurio en el interior de las viviendas significativamente más elevados que los registrados al aire libre, en un rango de entre 0,0065 y 0,523 mg/m³. El promedio fue de 0,069 g/m³.
El mercurio también entra en el medio ambiente a través de su eliminación inadecuada (por ejemplo, en los vertederos y en las incineradoras) de determinados productos que contienen mercurio, como: piezas de automóviles, baterías y pilas, bombillas fluorescentes, productos médicos, termómetros y termostatos. Debido a problemas de salud (véase más adelante), se está reduciendo progresivamente o eliminando el mercurio en estos productos. Por ejemplo, la cantidad de mercurio contenido en los termostatos vendidos en los Estados Unidos se redujo de 14,5 toneladas en 2004 a 3,9 toneladas en 2007.
La mayoría de los termómetros utilizan ahora alcohol tintado en lugar de mercurio, y los termómetros de la aleación galinstano son también una opción disponible. Los termómetros de mercurio se utilizan todavía de vez en cuando en el campo de la medicina, ya que son más precisos que los termómetros de alcohol, aunque frecuentemente, ambos están siendo reemplazados por los termómetros electrónicos y menos comúnmente por los ya citados termómetros de galinstano. Los termómetros de mercurio siguen siendo ampliamente utilizados para ciertas aplicaciones científicas debido a su mayor precisión y rango de trabajo.
Históricamente, una de las mayores emisiones se produjo en la planta industrial de Colex, una instalación dedicada a la separación de isótopos de litio situada en Oak Ridge, Tennessee. La planta operó en las décadas de 1950 y 1960. Los registros son incompletos y poco claros, pero las comisiones gubernamentales han estimado que se desconoce el paradero de unas novecientas toneladas de mercurio.
Un desastre industrial grave fue el vertido de compuestos de mercurio a la bahía de Minamata, en Japón. Se estima que más de 3000 personas sufrieron varias deformidades severas, síntomas de intoxicación por mercurio o la muerte, en lo que se conoce como enfermedad de Minamata debido al envenenamiento por mercurio.
Más recientemente, en varias comunidades del estado de Querétaro, México, se ha descubierto la presencia de mercurio en alimentos de origen animal, vegetal y en el agua, y los niveles de contaminación por este elemento «exceden hasta en mil por ciento el máximo permitido, lo que implica graves riesgos para la salud».
Contaminación global

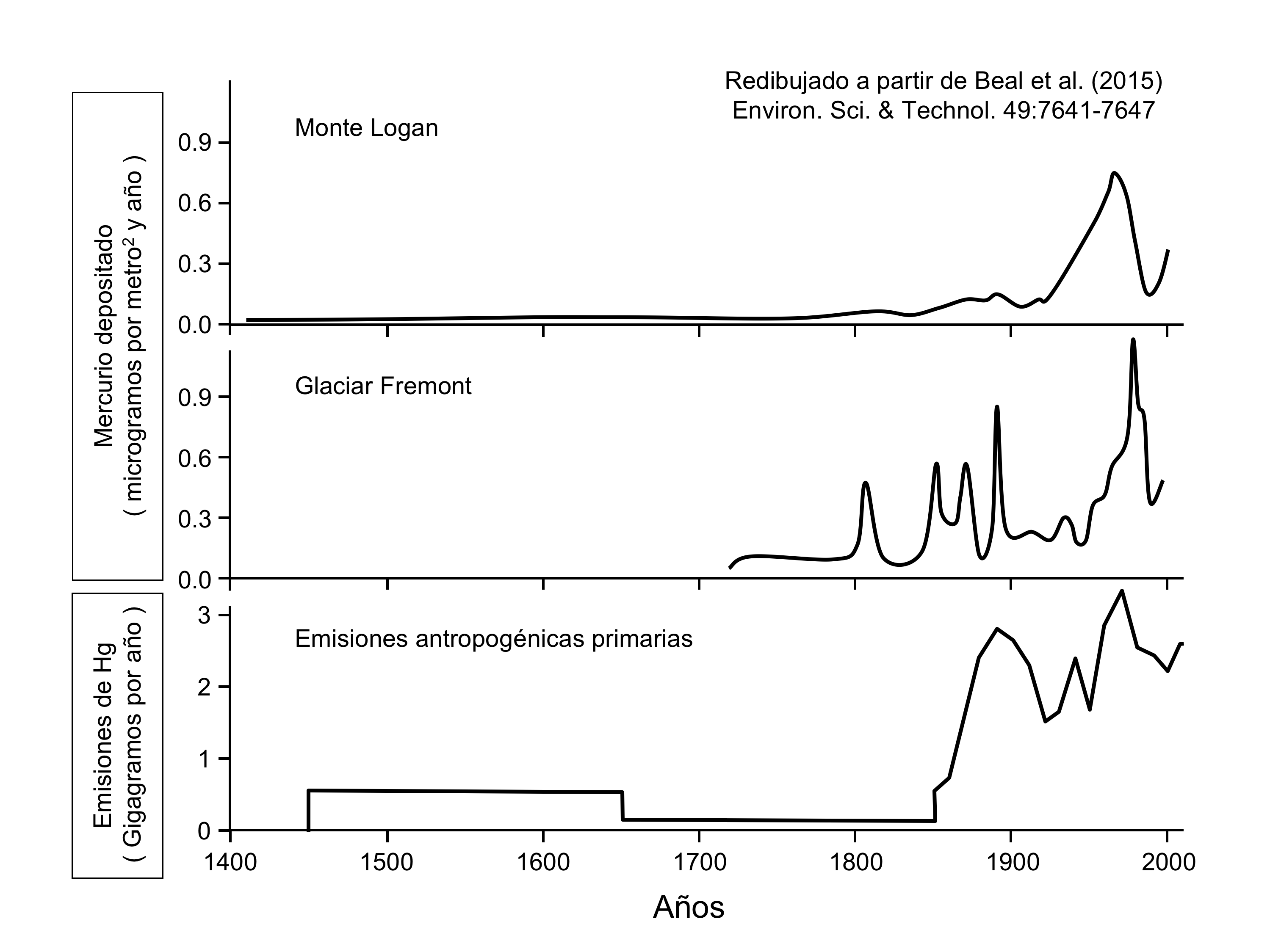
Mercurio medido en el hielo del monte Logan y en el glaciar Fremont y Hg emitido de origen antropogénico. Figura redibujada a partir del original publicado por Beal et al. (2015).

Las emisiones de mercurio a la atmósfera se distribuyen globalmente y contaminan todos los ecosistemas. Como ya se ha señalado, el mercurio procede de actividades humanas (combustión del carbón, minería directa de mercurio, plata y oro) y actividades naturales (vulcanismo, por ejemplo). Las emisiones producen mayoritariamente Hg0, con menor cantidad de Hg2+. El mercurio depositado puede ser reemitido a la atmósfera mediante su intercambio entre el océano y el aire o la combustión de biomasa.
El mercurio almacenado en el hielo del monte Logan (5340 metros sobre el nivel del mar; Yukon, Canadá) desde el año 1400 hasta 1998 ha sido medido con precisión. La mayoría de la acumulación de mercurio de origen antropogénico durante 600 años se produjo en el monte Logan durante el siglo XX y especialmente entre 1940 y 1975. El incremento entre 1993 y 1998 (final del muestreo) puede reflejar el aumento de emisiones a la atmósfera por la combustión de carbón en Asia y la minería a pequeña escala de los países en desarrollo, que se ha estimado que continúa hasta la actualidad. La recolecta y estudio de nuevas muestras de hielo es urgente debido a la desaparición acelerada de los glaciares.

### Exposición laboral
Debido a los efectos sobre la salud de la exposición al mercurio, sus usos industriales y comerciales son regulados en muchos países. La Organización Mundial de la Salud, la OSHA, y la NIOSH tratan al mercurio como un riesgo laboral, y se han establecido límites de exposición laboral específicos. Las emisiones y la eliminación del mercurio ambiental están regulados en los EE. UU. principalmente por la Agencia de Protección Ambiental.
Estudios epidemiológicos han constatado numerosos efectos nocivos del mercurio, como temblores, deterioro de habilidades cognitivas, y alteraciones del sueño en trabajadores con exposición crónica al vapor de mercurio, incluso a bajas concentraciones (en el rango de 0,7 a 42 mg/m³. Un estudio ha demostrado que la exposición puntual (4-8 horas) a niveles de mercurio elemental calculados entre 1,1 y 44 mg/m³ dio lugar a dolor en el pecho, disnea, tos, hemoptisis, deterioro de la función pulmonar, y la evidencia de neumonitis. La exposición aguda intersticial al vapor de mercurio se ha demostrado que produce profundos efectos sobre el sistema nervioso central, incluyendo reacciones psicóticas caracterizadas por el delirio, alucinaciones y tendencia suicida. La exposición ocupacional se ha plasmado en un amplio alcance de perturbaciones funcionales, incluyendo eretismo, irritabilidad, nerviosismo, timidez excesiva, e insomnio. Con la exposición continuada, se desarrolla un ligero temblor, que puede transformarse en espasmos musculares violentos. El temblor inicialmente involucra a las manos, y luego se extiende a los párpados, los labios y la lengua. A largo plazo, la exposición de bajo nivel se ha asociado con síntomas más sutiles de eretismo, incluyendo fatiga, irritabilidad, pérdida de memoria, sueños vívidos y depresión.

### Daños fetales
Los efectos nocivos del mercurio pueden ser transmitidos de la madre al feto, e incluyen daño cerebral, retraso mental, falta de coordinación, ceguera, convulsiones e incapacidad para hablar. Los niños con envenenamiento por mercurio pueden desarrollar problemas en sus sistemas nervioso y digestivo y daños renales.

### Tratamiento
La investigación sobre el tratamiento de la intoxicación y el envenenamiento por mercurio es limitada. En la actualidad los fármacos disponibles para tratar la intoxicación mercurial aguda incluyen quelantes de N-acetil-D, L-penicilamina (PAN), Dimercaprol, ácido 2,3-dimercapto-1-propanosulfónico (DMPS), y ácido dimercaptosuccínico (DMSA). En un pequeño estudio incluyendo a 11 trabajadores de la construcción expuestos al mercurio elemental, los pacientes fueron tratados con DMSA y NAP. La terapia de quelación con ambos fármacos tuvo como resultado la movilización de una pequeña fracción del mercurio total corporal estimado. El DMSA fue capaz de aumentar la excreción de mercurio en un grado mayor que el NAP.

### Pescado y marisco
El pescado y el marisco tienen una tendencia natural a concentrar mercurio en sus cuerpos, a menudo en forma de metilmercurio, un compuesto orgánico altamente tóxico. Las especies de peces que forman parte de los niveles superiores de la cadena alimentaria, como tiburones, peces espada, caballas, atunes o albacoras contienen mayores concentraciones de mercurio que otros. Como el mercurio y el metilmercurio son solubles en grasa, se acumulan principalmente en las vísceras, aunque también se depositan en todo el tejido muscular. Cuando un pez es consumido por un depredador, el nivel de mercurio se acumula. Dado que los peces son poco eficientes en la depuración de la acumulación de metilmercurio, las concentraciones en sus tejidos aumentan con el tiempo. Por lo tanto, las especies que están más altas en la cadena trófica acumulan una carga corporal de mercurio que puede ser diez veces más alta que la de las especies que consumen. Este proceso se llama biomagnificación. Este tipo de envenenamiento por mercurio se produjo de esta manera en Minamata, Japón, dando lugar a la denominada enfermedad de Minamata.

## Precauciones

### Transporte
Se transporta en estado líquido, de acuerdo con el código europeo del Acuerdo ADR: [2809-80-8-8,Â66°C)]. Los contenedores deben cerrarse herméticamente. Se pueden emplear contenedores de acero, acero inoxidable, hierro, plásticos, vidrio o porcelana. Deben evitarse los contenedores de plomo, aluminio, cobre, estaño y zinc.
Almacenar en áreas frías, secas, bien ventiladas, alejadas de la radiación solar y de fuentes de calor y/o ignición, ya que a temperaturas mayores de 40 °C produce vapor. Debe estar alejado de ácido nítrico concentrado, acetileno y cloro. Debe almacenarse en recipientes irrompibles de materiales resistentes a la corrosión y que sean compatibles.

### Manchas
El mercurio puede amalgamarse accidentalmente con metales nobles como el oro, produciendo manchas sobre su superficie. Dado que el mercurio se evapora a unos 360 °C (de hecho, debe ser almacenado a una temperatura que no sobrepase los 40 °C para evitar la emanación de vapores), es posible eliminar una mancha (por ejemplo, de alguna joya) colocándola en la llama de un mechero y después puliéndola. Si la mancha es muy grande puede introducirse la joya en ácido nítrico concentrado o ácido sulfúrico concentrado (la joya debe ser de oro o platino, de lo contrario se disolverá). Los ácidos reaccionan con el mercurio, por lo que debe tenerse en cuenta que estas reacciones son exotérmicas y liberan vapores tóxicos.

### Etiquetado
De acuerdo con la legislación de la Unión Europea en el etiquetado deben incorporarse las frases R: R 23 («Tóxico por inhalación») y R 33 («Peligro de efectos acumulativos»). También deben incorporarse las frases S: S 1/2 («Consérvese bajo llave y manténgase fuera del alcance de los niños»), S 7 («Manténgase el recipiente bien cerrado») y S 45 («En caso de accidente o malestar, acuda inmediatamente al médico (si es posible, muéstrele la etiqueta)»).

## Reglamentos

### Internacional
Un total de 140 países acordaron en la Convenio de Minamata sobre el Mercurio el Programa de las Naciones Unidas para el Medio Ambiente (PNUMA) con el objeto de evitar emisiones peligrosas. El convenio fue firmado el 10 de octubre de 2013.

### Unión Europea
En la Unión Europea, la directiva sobre la restricción del uso de ciertas sustancias peligrosas en aparatos eléctricos y electrónicos (véase RoHS) prohíbe el mercurio de ciertos productos eléctricos y electrónicos, y limita la cantidad de mercurio en otros productos a menos de 1000 ppm. También se han impuesto restricciones para la concentración de mercurio en los envases (el límite es de 100 ppm para suma de mercurio, plomo, cromo hexavalente y cadmio) y en las baterías (el límite es de 5 ppm). En julio de 2007, la Unión Europea prohibió también el mercurio en dispositivos de medición no eléctricos, tales como termómetros y barómetros. La prohibición solo se aplica a nuevos dispositivos, y contiene excepciones para el sector de la atención sanitaria y un período de gracia de dos años para los fabricantes de barómetros.

### Noruega
Noruega promulgó una prohibición total del uso de mercurio en la fabricación e importación/exportación de productos de mercurio, el 1 de enero de 2008. En 2002, se constató que varios lagos en Noruega presentaban un mal estado debido a la contaminación por mercurio, con un exceso de 1 µg/g de mercurio en sus sedimentos. En 2008, el ministro de Desarrollo para el Medio Ambiente de Noruega, Erik Solheim, manifestó que: «El mercurio es una de las toxinas ambientales más peligrosas. Alternativas satisfactorias al mercurio en los productos ya están disponibles, por lo que es apropiado introducir una prohibición».

### Suecia
Los productos que contienen mercurio fueron prohibidos en Suecia en 2009.

### Dinamarca
En 2008, Dinamarca también prohibió la amalgama de mercurio dental, excepto para el relleno de la superficie de masticación de dientes permanentes, como los molares de adultos.

### Estados Unidos
En los Estados Unidos, la Agencia de Protección Ambiental (EPA) se encarga de regular y gestionar la contaminación por mercurio. Varias leyes confieren a la EPA esta autoridad. Además, en la normativa recogida en el «Mercury-Containing and Rechargeable Battery Management Act», aprobada en 1996, se retira paulatinamente el uso del mercurio en las pilas, y se prevé la eliminación eficiente y rentable de los muchos tipos de baterías usadas. Los países de América del Norte contribuyeron aproximadamente con el 11% del total de las emisiones globales antropogénicas de mercurio en 1995.
La «Clean Air Act» (1990), aprobada en 1990, puso al mercurio en una lista de contaminantes tóxicos que necesitan ser controlados en la mayor medida posible. Por lo tanto, las industrias que liberan altas concentraciones de mercurio al medio ambiente han acordado en instalar el máximo alcanzable de las tecnologías de control (MACT). En marzo de 2005, la EPA promulgó una regulación que añadió las centrales eléctricas a la lista de fuentes que deben ser controladas e instituyó un sistema de Comercio de derechos de emisión nacional. Se dio de plazo hasta noviembre de 2006 para imponer controles más estrictos, pero después del desafío legal de varios estados, las regulaciones fueron derogadas por un tribunal federal de apelaciones el 8 de febrero de 2008. La norma no se considera suficiente para proteger la salud de las personas que viven cerca de las plantas de energía que queman carbón, dados los efectos negativos documentados en el Informe al Congreso del Estudio de la EPA de 1998. Sin embargo, nuevos datos publicados en 2015 mostraron que después de la introducción de controles más estrictos sobre el mercurio, este se redujo drásticamente, lo que indica que la Ley de Aire Limpio surtió el efecto deseado.
La EPA anunció nuevas reglas para las plantas eléctricas de carbón el 22 de diciembre de 2011. Los hornos de cemento que queman residuos peligrosos se mantienen a un nivel de control menos estricto que las incineradoras estándar de residuos peligrosos, por lo que constituyen una fuente desproporcionada de la contaminación por mercurio.